# صحة المرأة
تتمايز صحة المرأة عن صحَّة الرجل في عدّة مجالات صحيّة، كما تندرج دراسة صحّة المرأة ضمن إطار دراسة صحة السكّان، حيث تُعرَّف الصحة وفق مُنظمة الصحّة العالميّة بأنها «حالة من اكتمال السلامة بدنياً وعقلياً واجتماعياً لا مجرد غياب المرض أو العجز». غالباً ما يُعامل موضوع صحّة المرأة بالنظر إلى الصحة الإنجابيّة للمرأة فقط، فيما تجادل عدّة مجموعات بإقرار تعريف أوسع لصحة المرأة ككلّ لتشتمل على الصحّة الإنجابيّة وغير الإنجابيّة. تتفاقم الاختلافات الصحيّة بين الرجل والمرأة في البلدان النامية، حيث تتعرض النساء لأشكال مختلفة من الحرمان[محل شك]. على الرغم من تقلُّص الفجوة بين الجنسين في البلدان الصناعيّة، ولاسيّما متوسط العمر المتوقع، إذ تعيش النساء حالياً لمدة أطول من الرجال، إلا أنهن قد يعانين من بعض الأمراض بشكل أشدّ من الرجال وقد تكون احتمالات نجاح العلاج أقل لديهن. كما يبقى النوع الاجتماعيّ (الجندر) عاملاً اجتماعياً مهمَّاً لتحديد الصحة الاجتماعيّة، إذ أن صحة المرأة لا تقتصر على ببيولوجيّتها فقط، بل تتأثر أيضاً بالظروف الاجتماعيّة كالفقر والعمالة والمسؤوليات الأسريّة. لطالما كانت النساء محرومات في العديد من مجالات الحياة كالقوّة الاجتماعيّة والاقتصاديّة اللتان تمكنان الفرد من بلوغ الاحتياجات الأساسيّة كالرعاية الصحيّة. وكلّما ازداد مستوى الحرمان، كما هو الحال في البلدان النامية، كلّما انعكس ذلك على صحّة المرأة سلبيّاً.
تختلف الصحة الإنجابيّة والجنسيّة للمرأة اختلافاً واضحاً عن صحّة الرجل في هذين الإطارين. فحتَّى في البلدان المُتقدِّمة تترافق ظواهر الحمل والولادة مع مخاطر كبيرة لوفيات الأمهات (وفيات الأمومة أوخلال النفاس)، إذ تُقدَّر حالات وفيّات الأمهات خلال النِفَاس بُأكثر من ربع مليون وفاة كلَّ عام، مع وجود اختلافات كبيرة في هذه الأرقام بين البلدان النامية والمُتقدِّمة. تُساهم كذلك الأمراض ذات الأصل غير الجنسيّ كأمراض القلب والأوعية الدمويّة أيضاً بوفيّات أثناء الحمل كما هو الحال في مقدمات الارتعاج مثلاً. بالإضافة إلى أن للأمراض المنقولة جنسياً نتائج خطيرة على المرأة والجنين عبر انتقال المرض من الأم إلى جنينها مما قد يؤدي إلى نتائج سيئة كولادة الجنين ميتاً أو موته عقب ولادته أو إصابة الأم بمرض التهاب الحوض مما سيؤدي إلى حدوث العقم لديها. كما أن العقم لأسباب أُخرى وتحديد النسل والحمل غير المُخطط له والنشاط الجنسيّ دون رضا ومحاولات إجراء الإجهاض كلها ستخلق أعباءً إضافيّة على المرأة وتزيد من معاناتها.
رغم أن معدَّلات الوفيّات بالأسباب الرئيسيّة للوفاة حول العالم كأمراض القلب والأوعية الدمويّة والسرطانات وأمراض الرئة متساوية لدى الرجال والنساء، إلا أن إصابة المرأة بهذه الأمراض مختلفة عن إصابة الرجل في بعض الجوانب. يتصدَّر مثلاً سرطان الرئة جميع أنواع السرطان الأُخرى باعتباره السبب الرئيسيّ لوفيّات مريضات السرطان الإناث، يليه سرطان الثدي ومن ثُمّ سرطان القولون والمستقيم وسرطان المبيض وسرطان الرحم وسرطان عنق الرحم على الترتيب. وإذ يُعتبر التدخين السبب الرئيسيّ للإصابة بسرطان الرئة، إلّا أن خطر إصابة النساء غير المُدخنات بسرطان الرئة أكبر بثلاث مرَّات من خطر الإصابة بالمرض لدى الرجال غير المُدخنين. ورغم كلّ ما سبق يبقى سرطان الثدي أكثر أنواع السرطان لدى النساء شيوعاً في البلدان المُتقدّمة، كما ويُعتبر سرطان الثدي أحد أهم الأمراض المزمنة لدى المرأة، بينما يتصدّر سرطان عنق الرحم قائمة أكثر أنواع السرطانات شيوعاً لدى المرأة في البلدان النامية مُترافقاً مع الإصابة بفيروس الورم الحُليميّ البشريّ الذي يُعتبر أحد أهم الأمراض المنقولة جنسياً. يُوفِّرُ إجراء اختبار التقصّي ولقاح فيروس الورم الحُليميّ البشريّ معاً فرصةً كبيرةً للتحكُّم بمسار هذه الأمراض. ومن بين القضايا الصحيّة الهامّة الأُخرى لدى المرأة تبرز أمراض القلب والأوعية الدمويّة والاكتئاب والخرف وهشاشة العظام وفقر الدم باعتبارها أبرز الأمراض والاعتلالات التي من المحتمل أن تُصيب المرأة خلال حياتها. ومن العوائق الرئيسيّة التي تحول دون تحسين صحّة المرأة نقصُ التمثيل في الدراسات البحثيّة، وهو عدم إنصاف المرأة في تمثيلها في مواضيع الأبحاث والدراسات الصحيّة، وتُجرى حالياً في الولايات المتحدة والدول الغربيّة الأُخرى محاولات لتلافي هذا التفاوت في التمثيل عبر تأسيس مراكز تركّز على المرأة في أبحاثها الصحيّة وتقوم بإجراء تجارب سريريّة واسعة النطاق تستهدف المرأة كمبادرة صحة المرأة في الولايات المتحدة الأمريكيّة مثلاً.

## التعريف ونطاقه
تختلف المرأة عن الرجل فيما يتعلَّق بالصحة والمرض، وذلك بسبب الظروف البيولوجيّة (الأحيائيّة) والاجتماعيّة والسلوكيّة الفريدة، حيث تتنوَّع الاختلافات البيولوجيّة (الأحيائيّة) بدءاً من النمط الخلويّ وحتى الظاهريّ، ويظهر أن للمرأة احتمال أكبر للإصابة عند الحديث عن بعض الأمراض والاعتلالات الصحيّة. تُعرِّف منظمة الصحة العالميّة الصحة بأنها «حالة من اكتمال السلامة بدنيًا وعقليًا واجتماعيًا، لا مجرد انعدام المرض أو العجز». وتُعتبر صحة المرأة مثالاً عن الصحة العامة، منحيث كونها «صحة مجموعة محددة ومُعرَّفة من السكان».
وُصِفَت صحة المرأة بأنها ك«لحاف (كشكول) مليء بالفجوات». ورغم أن العديد من القضايا المتمحورة حول صحة المرأة ترتبط بالصحة الإنجابيّة بما في ذلك صحة الأم والطفل وصحة الأعضاء التناسليّة وصحة الثدي وصحة الغدد الصم (الهرمونات) بما في ذلك الحيض وتحديد النسل وانقطاع الطمث، فقد تم توسيع مجال صحة المرأة ليشمل جميع جوانب الصحة بالنسبة للمرأة، مما حدا باستبدال مصطلح Women's Health في اللغة الإنجليزيّة بمصطلح The Health of Women. ترى منظمة الصحة العالمية بأن التأكيد غير المبرر على الصحة الإنجابيّة مثَّلَ حاجزاً رئيسياً أمام ضمان حصول جميع النساء على رعاية صحيّة جيدة المستوى. كما أن الحالات التي تؤثر على الرجال والنساء كالأمراض القلبيّة الوعائيّة وهشاشة العظام تظهر بشكل مختلف عند النساء. تتضمن كذلك قضايا صحة المرأة الحالاتِ الطبيّةَ التي تواجه خلالها المرأة مشاكل مرتبطة بشكل غير مباشر ببيولوجيّتها كالتمييز بين الجنسين في الحصول على العلاج والعوامل الاجتماعية الاقتصادية الأخرى. تشكل صحة المرأة مصدر قلق خاص بسبب انتشار التمييز ضد المرأة بشكل واسع في العالم، مما يترك المرأة محرومةً من بعض الحقوق.
يدعم عدد من البحوث الصحيّة والطبيّة كمنظمة Society for Women's Health Research في الولايات المتحدة هذه التعريف الأوسع، بدلاً من الاقتصار على القضايا المتعلقة بالبنية التشريحيّة الأنثويّة البشريّة وذلك بغية شمل المناطق التشريحيّة التي يظهر فيها اختلاف بين الجنسين. تحتاج المرأة كذلك للرعاية الصحيّة وإتاحة الوصول لأنظمة الرعاية الصحيّة بشكل أكبر مما يحتاجه الرجل. فبينما يعود جزء من هذا إلى احتياجاتها الصحيّة الجنسيّة والإنجابيّة، فإن المرأة تُصاب أيضاً بمشكلات صحيّة غير إنجابيّة مزمنة بشكل أكبر كالأمراض القلبيّة الوعائيّة والسرطان والأمراض العقليّة والسكريّ وهشاشة العظام. وثمَّة منظور آخر مهم وهو إدراك أن الأحداث خلال كامل دورة الحياة (أو مسار الحياة) بدءاً من الحياة في الرحم وحتى الشيخوخة تؤثر على النمو والتطور والصحة. ويُعتبر منظور مسار الحياة أحد المفاتيح الإستراتيجيّة لمنظمة الصحة العالمية.

### منظور عالمي
تُعتبر الفروقات بين الجنسين فيما يتعلَّق بقابلية التعرُّض وأعراض الأمراض والاستجابة للعلاج في العديد من المجالات الصحيّة صحيح جزئياً عند النظر إليه من منظور عالميّ. تأتي معظم المعلومات المتاحة من البلدان المتقدّمة، ولكن هناك فروقات ملحوظة بين البلدان المتقدمة والنامية فيما يتعلّق بدور المرأة وصحتها. تُعرَّف وجهة النظر العالميّة بأنها «مجال الدراسة والبحث والممارسة الذي يضع الأولوية لتحسين الصحة وتحقيق العدالة الصحيّة لجميع الناس حول العالم». في عام 2015 حدَّدت منظمة الصحة العالمية القضايا العشر الأولى في مجال صحة المرأة على أنها السرطان والصحة الإنجابيّة وفيروس العوز المناعي البشريّ والأمراض المنقولة جنسياً والعنف والصحة العقليّة (أو النفسيّة) والأمراض غير المعدية والشباب والشيخوخة.

## متوسط العمر المتوقع
تمتلك المرأة متوسط عمر متوقع أعلى من الرجل، كما أن للنساء معدلات وفيات أقل في حياتهن عموماً، بغض النظر عن العرق والمنطقة الجغرافية. وعلى الرغم من ذلك، مرَّت النساء تاريخياً بمراحل كانت خلالها معدَّلات وفياتهنّ أعلى، وفي المقام الأول وفيات الأمومة. في البلدان الصناعيّة، ولاسيّما المتقدّمة منها، ضاقت الفجوة بين الجنسين بل وتم عكسها بعد الثورة الصناعيّة. وعلى الرغم من هذه الاختلافات، ما تزال المرأة تعاني في العديد من المجالات الصحيّة، من الأمراض بشكل أبكر وأشدّ.

على الرغم من هذه الاختلافات، تتماثل أسباب الوفيات في الولايات المتحدة بشكل ملحوظ بين الرجال والنساء، والتي تعتبر أمراض القلب أبرزها، حيث تحصد ربع الوفيات، يتبعها السرطان وأمراض الرئة والسكتة الدماغية. وبينما تمتلك النساء معدَّل وقوع وفيات بسبب الإصابات غير المتعمدة (الحوادث) والانتحار أقل، فإنهن يمتلكن معدّل حدوث خرف أعلى.
تكمن الاختلافات الرئيسية في متوسط متوقع العمر عند النساء بين البلدان المتقدّمة والنامية في سنوات الإنجاب، فإذا ما نجت النساء خلال هذه الفترة، ستصبح الاختلافات أقل بشكل واضح، وباعتبار أنه في سنوات الحياة الأخيرة تصبح الأمراض غير المعدية أسباباً رئيسية لوفيات النساء في جميع أنحاء العالم، حيث تبلغ وفيات الأمراض القلبيّة الوعائيّة (أحد أهم أشكال الأمراض غير المعدية) حوالي 45% من وفيات النساء كبيرات السن، يتبعها السرطان (15%) ومن ثم أمراض الرئة (10%). يخلق هذا أعباءً إضافيّة على قدرات وموارد البلدان النامية. يساهم تغيير أنماط الحياة كالنظام الغذائي والنشاط البدني والعوامل الثقافية التي تفضل الحجم الأكبر لجسد النساء، تساهم في زيادة مشكلتي السمنة والسكريّ بين أوساط النساء في هذه البلدان، كما وتزيد مخاطر الأمراض القلبيّة الوعائيّة وما سواها من الأمراض غير المعدية.
تكون النساء المهمشات اجتماعياً أكثر عرضةً للموت في أعمار أصغر من النساء غير المهمشات. كما تمتلك النساء اللواتي يعانين من اضطراب تعاطي مادة ما و/أو المشردات و/أو المشتغلات بالجنس و/أو السجينات أعماراً أقصر بشكل ملحوظ ممن سواهن من النساء. وفي أيّ عمر، تكون النساء في هذه المجموعات المتداخلة أكثر عرضة بما يقارب 10 إلى 13 مرة للموت ممن سواهن من النساء في العمر ذاته.

## العوامل الثقافية والاجتماعية
يُوضع موضوع صحة المرأة ضمن مجموعة أوسع من المعرفة ذكرتها منظمة الصحة العالميّة، وهي التي تسلط اهتماماً على النوع الاجتماعيّ (الجندر) باعتباره محدِّداً اجتماعيَّاً للصحة. ففي حين تتأثر صحة المرأة ببيولوجيّتها، فإنها تتأثر أيضاً بظروفها الاجتماعيّة كالفقر والعمالة ومسؤوليات العائلة ولا ينبغي طمس هذه الجوانب.
لطالما كانت المرأة محرومةً تقليدياً عند الحديث عن الحالة الاقتصاديّة والاجتماعيّة والسلطة، مما قلل بدوره من حظوظ النساء بالوصول لضروريات الحياة بما في ذلك الرعاية الصحيّة. وعلى الرغم من التحسُّنات التي طرأت على حياة المرأة في البلدان الغربيّة، ما تزال النساء محرومات بالمقارنة مع الرجال. وتصبح الهوة بين الجنسين فيما يتعلَّق بالصحة أكثر اتساعاً في البلدان النامية حيث تكون النساء أكثر حرماناً. وبالإضافة لعدم المساواة بين الجنسين، ترتبط الإصابة بالكثير من الأمراض بالجنس، أي إذا ما كان الشخص ذكراً أو أنثى. يخلق ما سبق تحديات إضافيّة في وجه توفير الرعاية الصحيّة للمرأة.
و حتى بعد النجاح في الحصول على الرعاية الصحيّة، تتعرّض المرأة للتمييز، وهي عملية أطلق عليها إريس يانج «الاستبعاد الداخليّ»، وهو مصطلح يُعاكس مصطلح «الاستبعاد الخارجيّ» الذي يصف العوائق والحواجز التي تمنع من الوصول إلى موارد الرعاية الصحيّة. تبقى هذه القضايا غير ظاهرة، مما يمنع من بروز مظالم المجموعات المحرومة مسبقاً بفعل عدم المساواة في القوّة، مما يزيد من ترسيخ الظلم.
كما تلعب الاختلافات السلوكيّة أيضاً دوراً، حيث تتعرَّض المرأة لمخاطر أقل، بما في ذلك استهلاك كميات أقل من التبغ والكحول والمخدرات، مما يقلل من مخاطر الوفاة بسبب الأمراض المرتبطة بهذه الأنماط السلوكيّة، بما في ذلك سرطان الرئة والسل وتشمع الكبد. كما تتضمن عوامل الخطورة الأخرى (التي تكون أقل لدى المرأة) حوادث المرور. كما تتعرَّض المرأة لإصابات صناعيّة أقل، على الرغم من أن من المرجّح أن يتغير هذا الأمر، كما هو الحال في إصابات أو وفيّات الحروب، وقد ساهمت هذه الإصابات بشكل عام بما يُقارب 3.5% من وفيات النساء بالمقارنة مع 6.2% من وفيات الرجال في الولايات المتحدة عام 2009. بالإضافة إلى ما سبق فإن معدلات الانتحار أقل عند النساء مما هو عليه عند الرجال.
تساعد النظرة الاجتماعيّة لمفهوم الصحة مقترنةً مع معرفة أن الجندر محدد اجتماعيّ للصحة على تقديم خدمات صحيّة أفضل للمرأة حول العالم. فمراكز الخدمات الصحيّة المُوجهة للنساء كمركز صحة مجتمع النساء في ليكهاردت والذي أُسِّس في 1974 وكان أول مركز لصحة النساء يتأسس في أستراليا مثالٌ عن نهج تقديم الخدمات الصحيّة للنساء.
تناول العديد من نشطاء النسويّة قضية صحة المرأة، ولاسيّما عند التركيز على الصحة الإنجابيّة وكانت الحركة النسائيّة الدوليّة مسؤولةً عن الكثير من تبني أجندات تحسين صحة المرأة.

## العوامل البيولوجية
تختلف المرأة عن الرجل في تركيب الكروموزومات (الصبغيّات) وفي البروتينات التي تُنتج وفقاً للجينات (المورثات) وبصماتهن الجينيّة والتعبير الجينيّ لديها وسبل التأشير والبيئة الهرمونيّة. تفرض هذه الاختلافات الحذر في استنباط المعلومات التي يتم الحصول عليها من الواسمات (أو الواصمات) الحيويّة من أحد الجنسين بالنسبة للآخر. تكون النساء عادةً ضعيفات في مرحلتي الحياة الأولى والأخيرة. فالمرأة صغيرة السن والمراهقة مُعرَّضةٌ لخطر الإصابة بالأمراض المنقولة جنسيّاً ومُعرَّضة للحمل والإجهاض غير المأمون، بينما لا تمتلك النساء كبيرات السن موارد كثيرة وفي الغالب يتعرَّضن لشكل من أشكال الحرمان بالمقارنة مع الرجال، ومُعرَّضَاتٍ لخطر الخرف وتراجع الصحة بشكل عام.

## الصحة الإنجابية والجنسية
تختبر النساء تجارب صحيّة فريدة فيما يتعلَّق بالجنسانيّة والإنجاب، كما وتعتبر هاتان الوظيفتان مسؤولتان عن حوالي ثلث المشاكل الصحيّة التي قد تُعاني منها المرأة خلال السنوات التي تكون فيها قادرةً على الإنجاب (من عمر 15 وحتى 44) والتي تكون فيها ممارسة الجنس غير الآمن أهم عوامل الخطورة، ولاسيّما في البلدان النامية. يشتمل مفهوم الصحة الإنجابيّة على مدى واسع من المفاهيم الصحيّة والوظائف والنبى والأجهزة المشاركة في عملية التكاثر والحمل ووضع الوليد (الولادة) وتربية الطفل بما في ذلك الرعاية السابقة للولادة والفترة القريبة من الولادة. يركز مفهوم صحة النساء العالميّ على الصحة الإنجابيّة بشكل أكبر منه في البلدان المُتقدِّمة فقط، ولكنه يشتمل أيضاً على الأمراض المعدية كالملاريا أثناء الحمل والأمراض غير السارية. فالعديد من القضايا التي تواجه البنات والنساء في المناطق فقيرة الموارد غير موجودة نسبياً في البلدان المُتقدّمة كعمليات ختان الإناث وكذلك عدم الوصول إلى الموارد التشخيصيّة والسريريّة المناسبة.

### صحة الأم

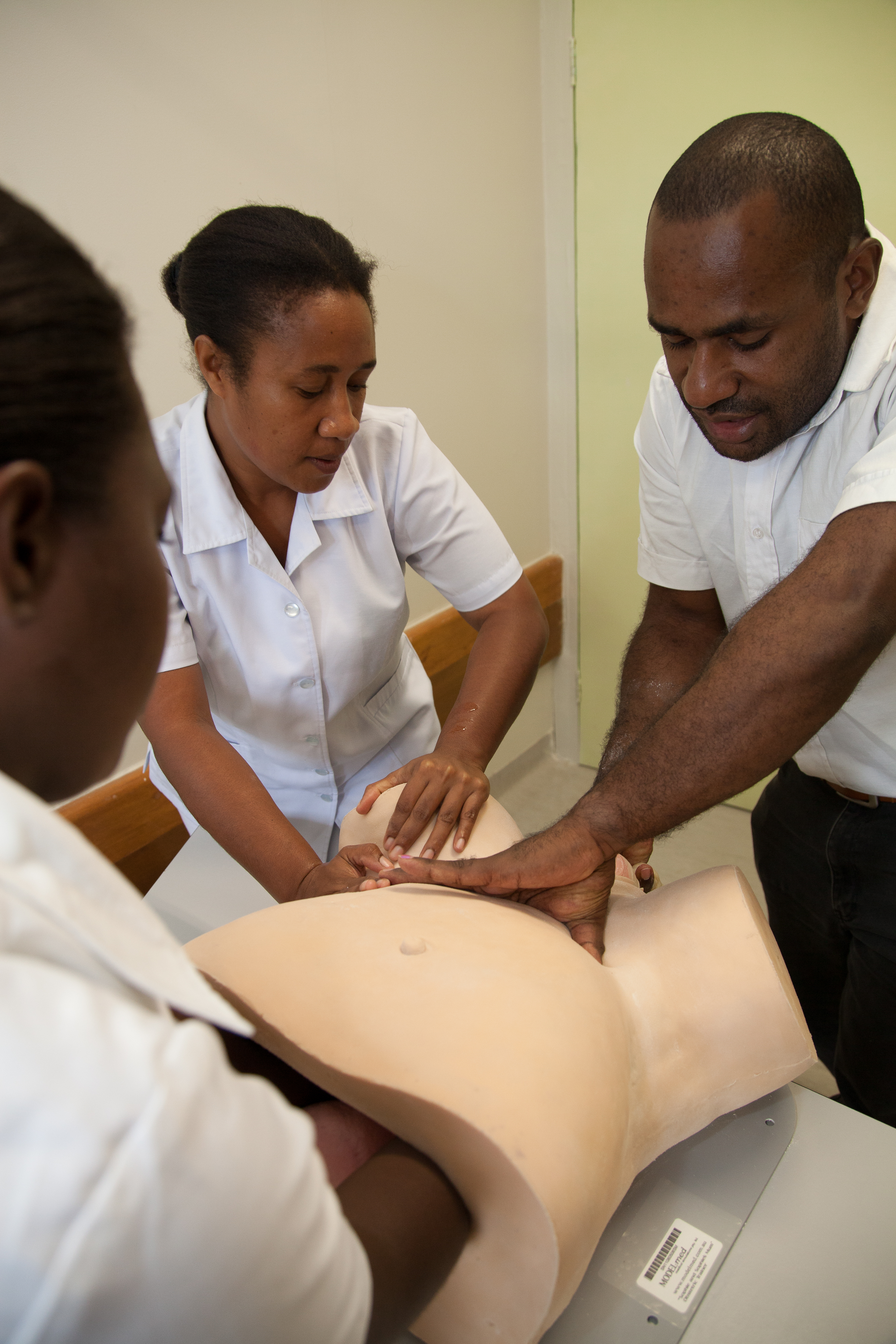
تدرُّب على القبالة في بابوا غينيا الجديدة

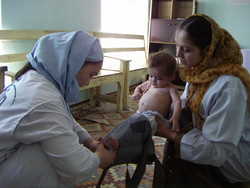
عيادة صحة الأم في أفغانستان

قد يجلب الحمل مخاطر صحيّة كبيرة للأم، حتى في البلدان المتطوّرة، بغض النظر عن التقدُّم الحاصل في طب النساء والتوليد، إذ تبقى وفيات الأمومة مشكلة رئيسية في نطاق الصحة العالمية، ولا تبرز هذه المشكلة في تقييم جودة أنظمة الرعاية الصحيّة. كما ويمثل حمل المراهقات مشكلة ذات خصوصيّة أكبر، سواءاً كان بقصد أو بدون قصد، وسواءاً كان من خلال الزواج أو لا. حيث يؤدي الحمل إلى تغيُّرات كبيرة ورئيسية في حياة الفتاة بدنياً وعاطفياً واجتماعياً واقتصادياً ويُعرِّضُ عمليّة انتقالها إلى مرحلة البلوغ للخطر. ينتج هذا الحمل في كثير من الأحيان عن فقدان الفتاة للخيارات أو التعسُّف بحقِّها. كما ويُشكِّل زواج الأطفال مشكلة عالميّة أيضاً، حيث يُقدَّر أن 9% من الولادات في العالم تعود لفتيات تتراوح أعمارهن 15 وحتى 19 وتحدث في إطار الزواج.

#### وفيات الأمومة
في عام 2013 توفيت 289.000 امرأة (بمعدَّل 800 امرأة يومياً) حول العالم لأسباب مرتبطة بالحمل، مع ملاحظة اختلافات كبيرة بين البلدان النامية والمتقدّمة. جديرٌ بالذكر أن معدّلات وفيات الأمومة في انخفاض مستمر في الدول الغربيّة، كما وتَصدُرُ تقاير سنويّة ومراجعات عن الأمر. ومع ذلك، فإنه بين عامي 1987 و2011 ارتفع معدّل وفيات الأمومة في الولايات المتحدة من 7.2 إلى 17.8 لكل 100.000 ولادة لطفل حيّ. وعلى النقيض قد تصل معدَّلات الوفيات إلى 1.000 لكل 100.000 ولادة لطفل حيّ في أنحاءٍ أُخرى من العالم، وقد سُجِّلت أعلى المعدلات في جنوب الصحراء الأفريقيّة وجنوب آسيا. نادراً ما يتم إجراء تحقيق في مثل هذه الوفيات، ومع ذلك تعتبر منظمة الصحة العالمية أنه يمكن الوقاية 99% من هذه الوفيات إذا ما توافرت البنية التحتيّة والتدريب والتسهيلات الملائمة في مكان الولادة. جديرٌ بالذكر أن معظم هذه الوفيات تحدث خلال 24 ساعة من وضع الوليد. في هذه البلدان الفقيرة بالموارد، تتفاقم الحالات الصحيّة الأموميّة بالفقر والعوامل الاقتصاديّة السلبيّة التي تؤثر على الطرق وتسهيلات الرعاية الصحيّة والمعدات والإمدادات بالإضافة إلى محدوديّة العاملين الماهرين في المجالات الصحيّة. تتضمن المشكلات الأخرى المواقف الثقافيّة تجاه الجنسانيّة ومنع الحمل وزواج الأطفال والولادة في المنزل وقابليّة الاعتراف بحالات الطوارئ الطبيّة. تشمل الأسباب المباشرة لحالات الوفيّات الأموميّة هذه النزف والإرجاج والإنتان والإجهاض دون توفر مهارة. بالإضافة إلى الملاريا والإيدز وهي حالات تؤدي لتعقيدات في حالات الحمل. في الفترة بين 2003 و2009 كان النزف هو السبب الرئيسي للوفاة، حيث حصد ما يُقارب 27% من الوفيات في البلدان النامية و16% من حالات الوفيّات في البلدان المُتقدِّمة.
ورغم كل ما سبق تبقى الصحة غير الإنجابيّة مؤشراً هاماً أيضاً للصحة الأموميّة. ففي الولايات المتحدة مثلاً تُعتبر الأمراض القلبيّة الوعائيّة السبب الرئيسي للوفيّات الأموميّة (حوالي 15% من هذه الوفيّات) ويتبعها الاضطرابات الصمّاويّة والتنفسيّة والمعديّة المعويّة والعدوى والنزيف واضطرابات فرط التوتر أثناء الحمل (ارتفاع ضغط الدم).
في عام 2000 أطلقت الأمم المتحدة الأهداف الإنمائيّة للألفيّة وقد ارتكز الهدف الخامس من هذه الأهداف على تحسين الصحة النِفَاسِيّة (أو الأموميّة). فقد كان هذا الهدف يرمي إلى تقليل الوفيّات النفاسيّة بحوالي ثلاثة أرباع الحالات بدءاً من 1990 حتى 2015، باستخدام مؤشرين اثنين، 5.1 معدل وفيّات الأمهات و5.2 نسبة عملية الولادة التي يقوم بإجرائها ممارسون صحيّون مهرة (طبيب أو ممرض أو قابلة). أشارت التقارير الأوليّة إلى أن الهدف الإنمائي الخامس للألفيّة قد حقَّق أقل تقدُّم من بين الأهداف الإنمائيّة الخمسة. وبحلول الموعد المرسوم وهو عام 2015 انخفض معدَّل الوفيّات الأموميّة بحوالي 45% من 380 إلى 210 حدثت معظمها بعد العام 2000. على أي حال، فإن هذا التحسُّن قد حدث على امتداد جميع أنحاء العالم، ولكن بقيت أفريقيا وآسيا صاحبتي أعلى معدلات للوفيات الأموميّة، على الرغم من أن جنوب آسيا قد شهد أكبر انخفاض من 530 إلى 190 (حوالي 64%). وقد سُجِّل أصغر انخفاض في البلدان المُتقدّمة من 26 إلى 16 (حوالي 37%). وفيما يتعلّق بحالات الولادة التي تتطلّب مساعدةً، فقد ارتفعت من 59% إلى 71%. وعلى الرغم من كون الأرقام متشابهة بين البلدان المتقدمة والنامية، فقد كان هناك تنوُّع هائل في الأخيرة (البلدان النامية) بدءاً من 52% في جنوب آسيا وحتى 100% في شرق آسيا. إلا أن مخاطر الوفاة خلال الحمل بقيت في البلدان النامية أعلى بأربعين مرة مما هو عليه في البلدان المتقدمة، ولكن في بلدان جنوب الصحراء الأفريقيّة حيث يُعتبر معدل الوفيات الأمومية الأعلى في العالم، فقد كان خطر الوفاة خلال الحمل أعلى 175 مرة. وأثناء وضع الأهداف الإنمائيّة للألفيّة، وُضع في الحسبان اعتبار الولادات المُساعَدة بمهارة إستراتيجيّةً رئيسيّةً، ومؤشر أيضاً على الوصول إلى الرعاية بالإضافة إلى أنها تعكس معدلات الوفيّات بشدّة. كما توجد اختلافات ملحوظة داخل المناطق الريفيّة في البلدان النامية بحوالي 31% (56% مقابل 87%)، ورغم ذلك لا توجد اختلافات في شرق آسيا ولكن هناك فارق قدره 52% في وسط أفريقيا (32% مقابل 84%). ومع إكمال حملة الأهداف الإنمائيّة للألفيّة في عام 2015، وُضعت أهداف جديدة لموعد 2030 تحت اسم حملة أهداف التنمية المستدامة. وقد وُضعت الصحة الأموميّة تحت بند الهدف الثالث، بغية خفض معدل الوفيّات النِفَاسيّة عالمياً إلى أقل من 70. ومن بين الأدوات التي يجري تطويرها لتحقيق مثل هذه الأهداف القائمة المرجعيّة
لمنظمة الصحة العالميّة الخاصة بالولادة الآمنة.
يتطلّب تحسين الصحة الأموميّة الرعايةَ الروتينيَّة السابقة للولادة والرعاية التوليديّة الأساسيّة في حالات الطوارئ بما في ذلك توافر المضادات الحيويّة والأوكسايتوسين ومضادات الاختلاج والقدرة على إزالة المشيمة المحتبسة يدوياً وإدارة عملية الولادة والرعاية بعد الولادة بالإضافة إلى المساعدة المهنيّة الصحيّة أثناء الولادة (وجود أطباء أو قابلات متخصصات). أظهرت الأبحاث أن البرامج الأكثر فعالية في هذا المجال هي البرامج التي تركز على تثقيف المريض والمجتمع والرعاية السابقة للولادة والتوليد في حالات الطوارئ (بما في ذلك إجراء عمليات الولادة القيصريّة) والنقل. وكما هو الحال في صحة المرأة عموماً، تتطلب حلول مشكلات الصحة الأموميّة رؤيةً واسعةً تشمل العديد من «الأهداف الإنمائيّة للألفيّة» الأخرى كالفقر وبالنظر إلى أن معظم الوفيات تحدث في الفترة المباشرة أثناء الولادة مباشرةً، يُنصح بأن تكون الرعاية أثناء الولادة إستراتيجيّة صحيّة أساسيّة. أصدرت منظمة الصحة العالميّة في نوفمبر 2016 إرشادات جديدة حول الرعاية السابقة للولادة.

#### مضاعفات الحمل
بالإضافة إلى حالات الوفيّات التي قد تحدث أثناء الحمل والولادة، يمكن أن يُحدث الحمل العديدَ من المشكلات الصحيّة غير المميتة، وتشتمل هذه المشكلات على النواسير الولاديّة والحمل الهاجر أو المنتبذ (الحمل خارج الرحم) والولادة المبكرة والسكريّ الحمليّ والقيء المفرط الحمليّ وفقر الدم وحالات من ارتفاع ضغط الدم كما في مقدمات الارتعاج. عالمياً، تتسبَّب العديد من مضاعفات الحمل بوفيّات أمهات بشكل كبيرة، حيث يوجد ما يُقدر بنحو 9.5 مليون حالة من أمراض مرتبطة بالحمل و1.4 مليون حالة قريبة من الوفاة (أي حالات نجت من مضاعفات مهددة للحياة). قد تكون مضاعفات الحمل بدنيّة أو عقليّة أو اقتصاديّة أو اجتماعية. يُقدر بأن ما يُقارب 10 إلى 20 مليون امرأة ستعاني من إعاقة بدنيّة أو عقليّة كل عام بسبب مضاعفات الحمل أو الرعاية غير الكافية. ونتيجةً لذلك، وضعت الوكالات الدوليّة معايير للرعاية بالنساء أثناء الحمل والولادة وبعدها.

#### ناسور الولادة

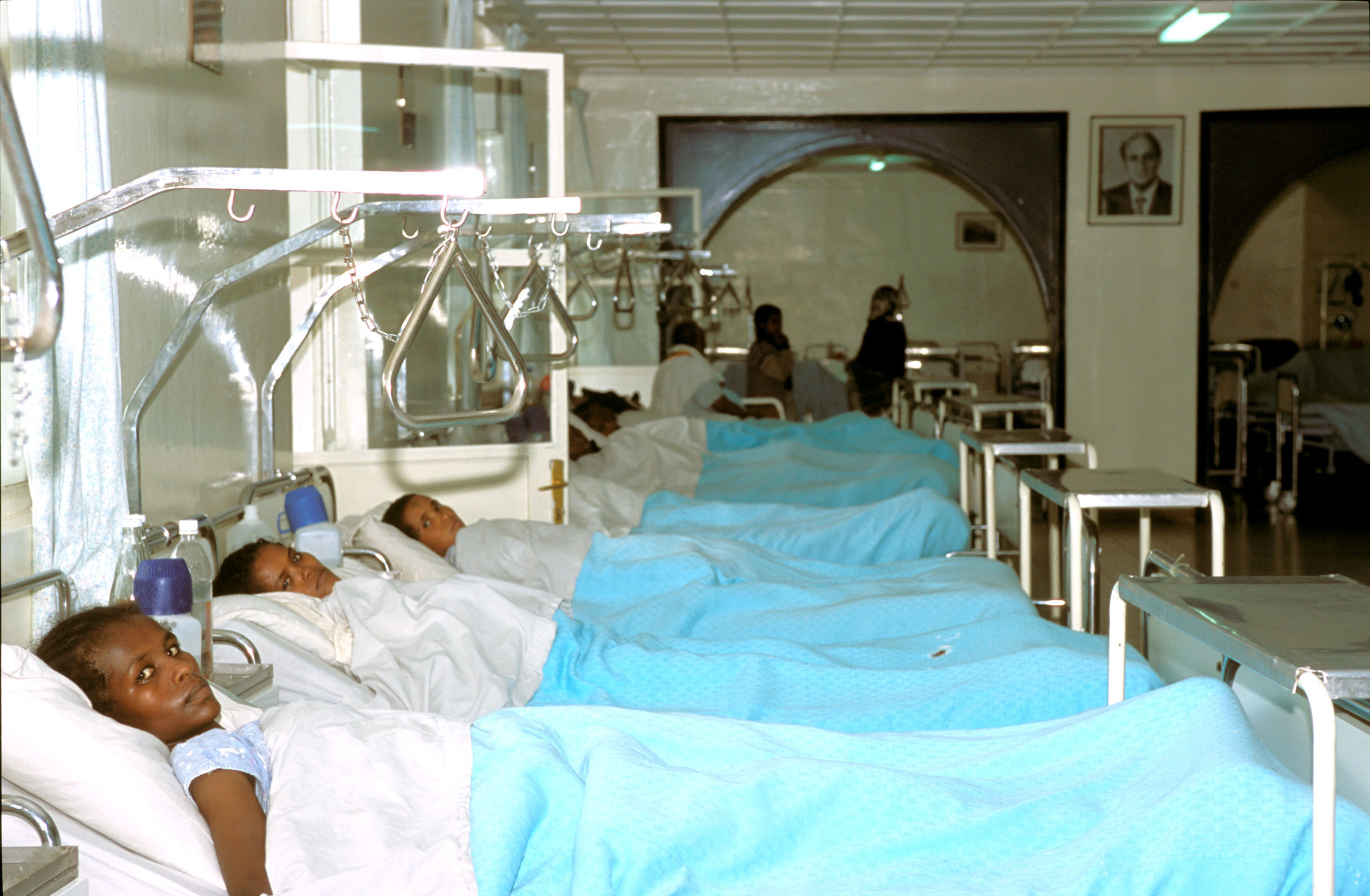
نساء يتلقين العلاج في مستشفى النواسير الأثيوبيّ

يُعتبر ناسور الولادة من الحالات القريبة من الوفاة، إذ ما تزال النواسير الولاديّة بما في ذلك النواسير المثانيّة المهبليّة والمستقيميّة المهبليّة أحد أكثر الحالات الخطرة فيما يتعلّق بمضاعفات الحمل والولادة، وعلى الرغم من كون الجراحة التصحيحيّة ممكنة، إلا أنه غالباً ما تكون غير متوفرة. وحتّى لو عُولج الناسور، ستتطلب حالات الحمل التالية لإصلاحه إجراء عملية ولادة قيصريّة. تُعتبر النواسير الولاديّة غير شائعة في البلدان المتقدّمة، ويُقدّر أن حوالي 100.000 حالة تحدث سنوياً حول العالم، وأن حوالي مليوني امرأة تعيش حالياً بهذه الحالة، كما وتحصد أفريقيا وبعض أجزاء آسيا معدل الوقوع الأعلى من الحالات. تحدث نواسير الولادة نتيجة الحمل المستعصي لمدة طويلة دون إجراء تداخل، إذ يضغط الجنين على قناة الولادة ويؤدي هذا الضغط إلى خفض الإمدادات الدمويّة للأنسجة المحيطة، ويحدث في نهاية المطاف موت الجنين وتنخّر الأنسجة. ويتطوّر نتيجة أذية الأعضاء الحوضيّة ناسور بين المثانة والمهبل أو بين المستقيم والمهبل يسمح بمرور البول أو البراز (على الترتيب) أو كليهما والتصريف عبر المهبل مترافقاً مع سلس بوليّ أو برازيّ وتضيّق مهبل وتلف أعصاب وعقم. قد يتبع ما سبق العديد من التبعات العقليّة والاجتماعيّة. ومن أسباب إعاقة الوصول إلى الرعاية الملائمة صغر السن وسوء التغذية. وقد اعتبر صندوق الأمم المتحدة للسكان الوقايةَ من ناسور الولادة أولويَّةً، كما يقود حملة القضاء على الناسور التي تصدر باستمرار تقاير سنويّة فيما يتعلَّق بالأمر. كما وقد حدَّدت الأمم المتحدة 23 مايو من كل عام يوماً عالمياً للقضاء على ناسور الولادة. تتضمن الوقاية من حالات نواسير الولادة عدم التشجيع على حمل المراهقات وزيجات الأطفال والعمل على تأمين التغذية الملائمة وتأمين الوصول إلى الرعاية الصحيّة الملائمة تحت إشراف كوادر متمرّسة بما في ذلك حالات إجراء عمليات الولادة القيصريّة.

### الصحة الجنسية

#### منع الحمل

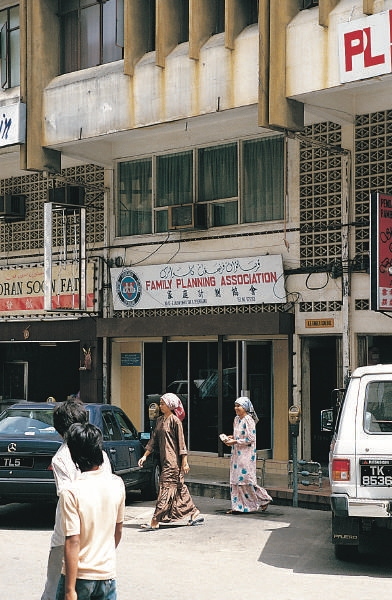
رابطة تنظيم الأسرة في ماليزيا

تُعتبر القدرة على اتخاذ قرار الحمل وموعده أمراً حيوياً بالنسبة لاستقلاليّة وسلامة المرأة، حيث يمكن لوسائل منع الحمل حماية الفتيات والشابّات من مخاطر الحمل المبكر أو النساء المسنّات من مخاطر الحمل غير المقصود. كما أنه قد يحمي من مخاطر الحمل المتعدد، وبالتالي فإن القدرة على الوصول إلى وسائل منع الحمل وإمكانية استخدامها تؤدي إلى انخفاض الحاجة للقيام بالإجهاض الذي يمكن أن يكون غير آمن في عدّة حالات وبالتالي سيُقلِّل من وفيّات وأمراض الأمهات الحوامل والرُّضَّع. كما قد تقلل بعض أشكال وسائل منع الحمل الحاجزيّة كالعوازل الذكريّة من مخاطر الإصابة بالأمراض المنقولة جنسيّاً ولاسيّما الإيدز. يسمح الوصول إلى وسائل منع الحمل للنساء باتخاذ قرارات مستنيرة بشأن صحَّتهن الجنسيّة والإنجابيّة ويؤدي لتمكين النساء ومنحهن فرص أكبر فيما يتعلّق بالتعليم والعمل والمشاركة في الحياة العامة. وعلى المستوى الاجتماعيّ، يُعتبر الوصول إلى وسائل منع الحمل عاملاً هاماً في التحكُّم بالنمو السكانيّ وبالتالي التأثير في الاقتصاد والبيئة والتنمية الإقليميّة. تعتبر الأمم المتحدة الوصول إلى وسائل منع الحمل حقَّاً من حقوق الإنسان الأساسيّة في المساواة بين الجنسين وتمكين المرأة والحدّ من الفقر، وقد اِعتُبِرَ تحديد النسل واحد من بين أعظم عشرة إنجازات فيما يتعلّق بالصحة العامة في القرن العشرين.
وبغية تحسين تحكُّم المرأة بعملية الحمل، يجب إتاحة وسائل منع الحمل الملائمة ثقافيَّاً على نحو واسع وبسهولة وبكلفة معقولة لأي ممارس للنشاط الجنسيّ بما في ذلك المراهقين. جديرٌ بالذكر أن في مناطق عديدة من العالم، من الصعوبة بشدة الوصول إلى وسائل منع الحمل وخدمات تنظيم الأسرة أو حتى لا تتوفر هذه الخدمات، وحتى في بعض البلدان المتقدّمة قد تُمثّل التقاليد الدينيّة والثقافيّة عوائق دون الوصول إليها. وقد ارتفع استخدام وسائل منع الحمل بين النساء بين 1990 و2014، وقد ترافقت مؤشرات هذا الارتفاع مع تنوُّع في المناطق التي ارتفع فيها ازدياد استخدام وسائل منع الحمل. وعلى الرغم من تقدير الاستخدام العالميّ لوسائل منع الحمل بحوالي 55%، إلا أنه يقتصر على 25% في أفريقيا. على امتداد العالم هناك حوالي 222 مليون امرأة ممنوعة كلياً أو جزئياً من الوصول إلى وسائل منع الحمل. كما ينبغي التعامل بحذر عند تفسير البيانات الحاليّة، باعتبار أن انتشار منع الحمل غالباً ما يُعرَّف بأنه «نسبة النساء اللواتي يستخدمن حالياً أي طريقة لمنع الحمل إلى جميع النساء القادرات على الإنجاب (من هنّ في سن 15 إلى 49 عاماً مثلاً، ما لم يرد خلاف ذلك) ممن هنّ متزوجات أو منخرطات في علاقة. تتضمن مجموعة النساء ممن هنّ 'في علاقة' النساءَ اللواتي يعشن مع شريك في ذات المنزل ممن ليسوا متزوجين تبعاً لقوانين أو عادات الزواج في البلد.» هذا التعريف أكثر ملائمةً من مفهوم تنظيم الأسرة الضيّق، ولكنه يغفل احتياجات جميع النساء والفتيات الأخريات لمنع الحمل ممن هنّ نشطات جنسياً أو ممن من الممكن أن ينشطن جنسياً خارج إطار الزواج أو العلاقات.
هناك أيضاً ثلاثة أهداف أُخرى مرتبطة بالهدف الإنمائيّ الخامس للألفيّة، وهي معدل الولادات بين المراهقات وانتشار وسائل منع الحمل والاحتياجات غير المُلباة لتنظيم الأسرة (حيث أن انتشار وسائل منع الحمل+الحاجة غير المُلبّاة=الحاجة الكليّة)، إذ قامت شعبة السكان في إدارة الشؤون الاقتصادية والاجتماعيّة في الأمم المتحدة برصدها. كما كانت وسائل منع الحمل جزءاً من الهدف الخامس في الفقرة B تحديداً (تعميم إتاحة خدمات الصحة الإنجابيّة). وقد أظهرت تقييمات الهدف الإنمائي الخامس للألفية أن استخدام وسائل منع الحمل بين أوساط الشركاء (متزوجين أو غير متزوجين) قد ازدادت في العالم بأسره من 55% إلى 64%. وقد بلغت أعلى معدلات نمو الاستخدام في بلدان جنوب الصحراء الإفريقيّة، إذ ازدادت من 13% إلى 25%. كما انخفضت الحاجة الطبيعيّة غير الملباة بشكل طفيف في جميع أنحاء العالم من 15% إلى 12%. عام 2015، أصبحت هذه الأهداف جزءاً من الهدف الإنمائي المُستدام الخامس (المساواة بين الجنسين والتمكين) تحديداً في إطار المقصد السادس من هذا الهدف وهو: ضمان حصول الجميع على خدمات الصحة الجنسيّة والإنجابيّة وعلى الحقوق الإنجابيّة، إذ يُمثّل المؤشر 5.6.1 نسبة النساء بين عمري 15 و49 ممن يقمن باتخاذ قرارات مستنيرة (بناء على معرفة واضحة) فيما يتعلّق بالعلاقات الجنسيّة واستخدام وسائل منع الحمل والرعاية الصحيّة الإنجابيّة.
ما يزال هناك عوائق كبيرة فيما يتعلّق بالوصول إلى وسائل منع الحمل بالنسبة للعديد من النساء في المناطق المتقدّمة والنامية. تتضمن هذه العوائق عوائقاً قانونيّة وإداريّة وثقافيّة ودينيّة واقتصاديّة بالإضافة إلى المعنيّين بجودة الخدمات الصحيّة. تركّز الكثير من الاهتمام على منع الحمل بين المراهقات. حدد معهد التنمية لما وراء البحار عدداً من العوائق الرئيسيّة لجانبي العرض والطلب، وتتضمن هذه العوائق تدعيم القيم الاجتماعيّة الثقافيّة وضغوطات أفراد العائلة والحواجز المعرفيّة (نقص المعلومات فيما يتعلَّق بالصحة الإنجابيّة)، وهي مشكلات تحتاج لمعالجة. وحتى في البلدان المُتقدّمة، تواجه العديد من النساء، لاسيّما من يعانين من أشكال الحرمان، تواجهن صعوبات كبيرة في الوصول إلى الموارد مالياً وجغرافياً، كما قد تواجه هذه النساء تمييزاً دينياً وسياسيّاً. كما شنت العديد من النساء حملات مضادة لوسائل منع الحمل ذات الخطورة المحتملة كاللولب الرحميّ ولاسيّما درع دالكون.

#### الإجهاض
يشير مصطلح الإجهاض إلى الإنهاء المُتعمَّد للحمل، إذاً فهو لا يشمل الإجهاض التلقائيّ (خسارة الحمل) العفويّ. يرتبط الإجهاض بشكل وثيق بمنع الحمل عند الحديث عن تحكُّم المرأة في إنجابيتها وتنظيمها، ويُعتبر الإجهاض موضوعاً خاضعاً لقيود ثقافيّة ودينيّة وقانونيّة واقتصاديّة. وعندما يُعتبر الوصول إلى منع الحمل محدوداً، تتجه النساء للإجهاض. وبالتالي، يُمكن تقدير حاجات منع الحمل غير المُلباة من خلال مُعدَّلات الإجهاض. على أي حال، فقد اشتملت الإجراءات التي أُتيحت للإجهاض على مرور الزمن على مخاطر صحيّة على النساء المُجهِضَات، ولا تزال هذه الإجراءات حالياً في البلدان النامية، وعموم البلدان التي تفرض قيوداً على إجراء الإجهاض (سواءاً كانت نامية أم مُتقدّمة)، تدفع المرأة الراغبة بالإجهاض اللجوء إلى القيام بالإجهاض غير الآمن. كما أن الإجهاض الآمن القانونيّ يُحمّل المجموعات الاقتصاديّة الاجتماعيّة المُتدنيّة أعباءاً كبيرة عدا عن البلدان التي تضع قيوداً على الوصول إليه. مثّلت هذه القضايا في كثير من الأحيان موضوعاً للحملات السياسيّة والنسويّة، إذ تختلف وجهات النظر الصحيّة مع القيم الأخلاقيّة في هذا الشأن.
على الصعيد العالميّ، عام 2005 فقط، كان هناك حوالي 87 مليون حالة حمل غير مرغوب فيها، لجأت 46 مليون حالة منها إلى الإجهاض، واعْتُبِرت 18 مليون حالة منها إجهاضاً غير آمن، وقد حدثت في هذه الحالات 68.000 وفاة. وقعت معظم هذه الحالات في البلدان النامية. تعتبر الأمم المتحدة أنه يمكن تجنُّب هذه الحالات من خلال إتاحة الوصول إلى الإجهاض الآمن والرعاية الصحيّة بعد الإجهاض. وبينما تنخفض حالات الإجهاض في البلدان المتقدمة، لا تنخفض نظيراتها في البلدان النامية. وبين عامي 2010 و2014 حدثت 35 عملية إجهاض مُقابل كل 1000 امرأة يتراوح عمرها بين 15 و44، أي ما مجموعه 56 مليون حالة إجهاض في السنة الواحدة. قامت الأمم المتحدة بإعداد توصيات للعاملين في مجال الرعاية الصحيّة لإتاحة أكبر كم من الوصول إلى الإجهاض الآمن والرعاية الصحيّة بعد الإجهاض. كما ويُعتبر تأمين وسائل منع الحمل الملائمة جزءاً من الرعاية بعد الإجهاض.

#### الأمراض المنقولة جنسياً
تحتلُّ الأمراض المنقولة جنسياً مكاناً هاماً فيما يتعلّق بالصحة الجنسيّة للمرأة إلى جانب الختان. إذ تعتبر الأمراض المنقولة جنسياً أولويّة صحيّة عالميّة لأن لهذه الأمراض نتائج خطيرة على المرأة والجنين. فقد يؤدي انتقال المرض من الأم إلى جنينها في حالات الأمراض المنقولة جنسياً إلى ولادة الجنين ميتاً أو وفاته بشكل آخر أو ولادته بوزن منخفض أو ولادته باكراً (الخداج) أو حدوث إنتان أو ذات رئة أو التهاب الملتحمة الولاديّ (الرمد الولاديّ) أو العيوب الخلقيّة (التشوهات الخلقيّة). إذ يؤدي مرض الزهريّ مثلاً إلى أكثر من 300.000 حالة وفاة وليد كل عام، كما يُسجّل سنوياً 215.000 رضيع يعانون من خطر الوفاة المتزايد بسبب الولادة قبل الآوان أو انخفاض وزن عند الولادة أو الأمراض الخلقيّة.
كما تُعتبر مثلاً أمراض كداء المُتدثِّرات (الكلاميديا) والسيلان أسباباً هامّة لمرض التهاب الحوض والعقم التالي لدى النساء. كما أن هناك نتيجةً هامّة أُخرى لبعض الأمراض المنقولة جنسياً كالهربس التناسليّ والزهريّ وهي زيادة خطر الإصابة بفيروس HIV (مرض الإيدز) بثلاثة أضعاف، كما يمكن لهذه الأمراض أن تؤثّر في عملية الانتقال ذاتها. وفي جميع أنحاء العالم، تُعتبر النساء والفتيات أكثر عرضةً للإصابة بالإيدز. غالباً ما ترتبط الأمراض المنقولة جنسياً بالنشاطات الجنسيّة غير الآمنة التي تكون في كثير من الأحيان غير توافقيّة (دون رضى) كالاغتصاب مثلاً.

#### تشويه الأعضاء التناسلية الأنثوية

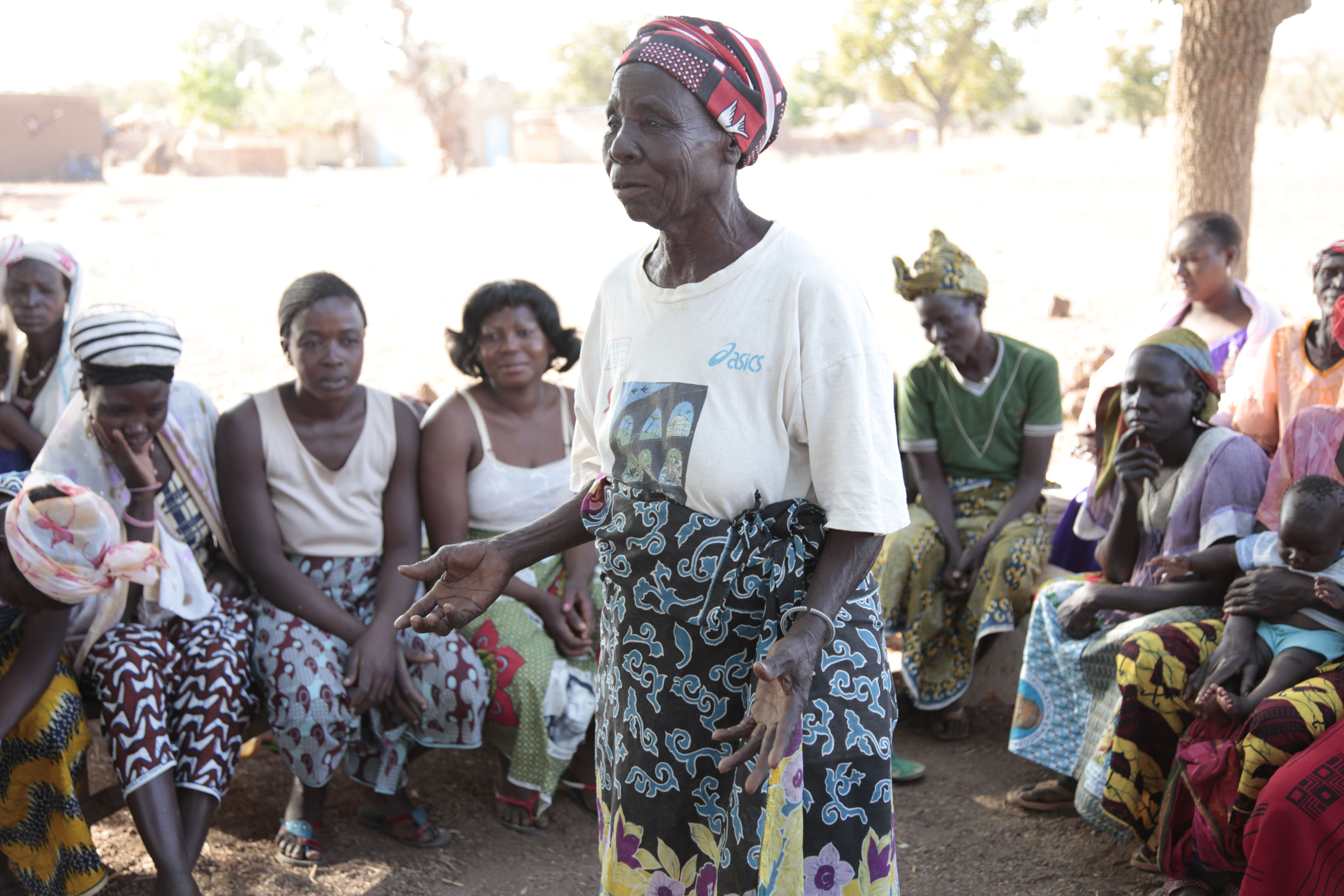
قابلة أفريقيّة تشرح للنساء مخاطر ختان الإناث على الولادة خلال لقاء مجتمعيّ.

تُعرِّف منظمة الصحة العالميّة تشويهَ الأعضاء التناسليّة الأنثويّة (يُشار إليه أيضاً بـالخفض) بأنه «أي عملية تتضمن إزالة جزئية أو كلية للأعضاء التناسلية الأنثوية دون وجود سبب طبي لذلك». قد يُشار في بعض الأحيان لهذه العمليّة بختان الإناث، رغم أن هذا المصطلح مضلل، لأنه يعتبر هذه العملية بأنها مقابل لختان القلفة عند الذكور. وبناءً على ذلك، اِعتُمد مصطلح 'تشويه' للتأكيد على خطورة الفعل واعتباره انتهاكاً لحقوق الإنسان. لاحقاً شاع مصطلح 'القطع' (الإنجليزيّة: 'cutting') لتجنُّب إثارة الحساسيّات الثقافيّة التي غالباً ما يتبعها إثارة لحوارات للإقناع والتغيير. وبغية شمل جميع وجهات النظر تستخدم بعض الوكالات مصطلح 'تشويه/قطع الأعضاء التناسليّة الأنثويّة'.
تتأثر اليوم حوالي 200 مليون امرأة على قيد الحياة بممارسة الخفض، إذ تتركز هذه الممارسة في حوالي 30 بلداً في أفريقيا والشرق الأوسط وآسيا. يؤثر ختان الإناث بالعديد من المعتقدات الدينيّة والسياسيّة الوطنيّة وتوجُّهات الطبقات الاجتماعيّة الاقتصاديّة، إذ يُعتبر هذا الموضوع مثيراً للجدل بشدة. تتركز حجج مؤيّدي عملية الخفض على النظافة والخصوبة والحفاظ على العفّة واعتباره طقساً هاماً من طقوس العبور بالإضافة إلى زيادة الحظ بالزواج وتعزيز المتعة الجنسيّة لدى الشركاء الذكور. تختلف كمية الأنسجة المُزالة خلال هذا الإجراء بشكل كبير، مما حدا بمنظمة الصحة العالميّة والهيئات الأُخرى إلى تصنيف تشويه الأعضاء التناسليّة الأنثويّة إلى أربعة أنواع. إذ تتراوح الإجراءات المُتّبعة بين الإزالة الجزئية أو الكلية للبظر مع أو بدون قلفة البظر (استئصال البظر) في النمط الأول، إلى إزالة الشفرين الصغيرين مع أو بدون استئصال الشفرين الكبيرين والبظر في النمط الثاني، أو إزالة كل الأعضاء التناسليّة الأنثويّة (غالباً) مع تضييق الفتحة المهبليّة (المَولِج) عبر إنشاء ختم مُغطِّي من خلال تخييط ما تبقى من نسيج الشفرين فوق الإحليل والمولج مع أو بدون إزالة البظر في النمط الثالث، وفي هذا النوع تُترك فتحة صغيرة للسماح للبول ودم الحيض بالمرور. فيما يتضمن النمط الرابع جميع الإجراءات السابقة، وعادةً ما تُجرى بشكل نسبيّ كالثقب.
وبينما تدافع ثقافات هذه البلدان عن العمليّة وتعتبرها تقليداً ينبغي الحفاظ عليه، تُعارض العديد من المنظمات الطبيّة والثقافيّة هذه العمليّة على أساس كونها غير ضروريّة ومؤذية. قد تشتمل الآثار الصحيّة قصيرة المدى النزف والعدوى والإنتان وقد تصل إلى حد الوفاة، بينما تشمل الآثار بعيدة المدى عسر الجماع وعسر الطمث والتهاب المهبل والتهاب المثانة. بالإضافة إلى ذلك تؤدي عملية تشويه الأعضاء التناسليّة الأنثويّة مضاعفات أثناء الحمل والولادة والعمل. وقد يكون مُستطَبَّاً عكس هذا الإجراء من قِبَل عاملين مختصين لإعادة فتح النسيج المندوب. كما وتُعارض هذه الممارسة الكثير من المجموعات الشعبيّة المحليّة والمنظمات الوطنيّة والدوليّة كمنظمة الصحة العالميّة واليونسيف وصندوق الأمم المتحدة للسكان ومنظمة العفو الدوليّة. نادراً ما تكلّلت الجهود المناهضة لعملية تشويه الأعضاء التناسليّة الأنثويّة بالنجاح، واعتُبر التعليم وتمكين المرأة وتوفير المعلومات عن الضرر الصحيّ وجوانب حقوق الإنسان النهج الأكثر تفضيلاً بين مُعارضي هذه الممارسة.
تم إحراز تقدُّم في مكافحة عمليّة التشويه، إلا أنه ورغم هذا التقدُّم تم إجراء العمليّة لحوالي 44 مليون فتاة في سن الرابعة عشر وما دون، وقد بلغت نسبة إجراء هذه العمليّة في بعض المناطق إلى حوالي 50% من جميع الفتيات بسن الحادية عشر وما دون. اِعتُبر إنهاء تشويه الأعضاء التناسليّة الأنثويّة أحد البنود الضروريّة لتحقيق غايات الأهداف الإنمائيّة للألفية، وقد أعلنت الأمم المتحدة إنهاء تشويه الأعضاء التناسليّة كأحد بنود أهداف التنمية المستدامة، وعُرف يوم السادس من فبراير يوماً عالمياً لرفض تشويه الأعضاء التناسليّة الأنثويّة، مع التركيز على 17 بلداً إفريقياً و5 ملايين فتاة بين سني 15 و19 ممن يمكن أن يخضعن لعملية التشويه بحلول عام 2030.

### العقم
يؤثّر العقم على مليون ونصف حالة زواج في الولايات المتحدة فقط. كما ويسعى الكثير من الأزواج ممن يعانون مشكلات إنجابيّة لتقنيات الإخصاب المُساعد، فقد أُجريت في العام 2010 في الولايات المتحدة فقط 147.260 عمليّة إخصاب صناعيّ، توفي من هؤلاء 47.090 مولود حيّ، وازدادت هذه الأعداد عام 2013 إلى 160.521 و53.252 على التوالي. كما تؤدي نصف حالات الحمل بالإخصاب الصناعيّ إلى ولادة متعددة (ولادة عدة أجنة) وهو ما يترافق مع زيادة معدلات إمراض ووفيات الأم والوليد. تشمل هذه الحالات ارتفاع ضغط دم الأم والولادة الباكرة وانخفاض وزن الوليد عند الولادة. بالإضافة إلى جعل النساء ينتظرن لمدة أطول قبل اللجوء تقنيات الإخصاب المساعد مرة أُخرى.

### زواج الأطفال

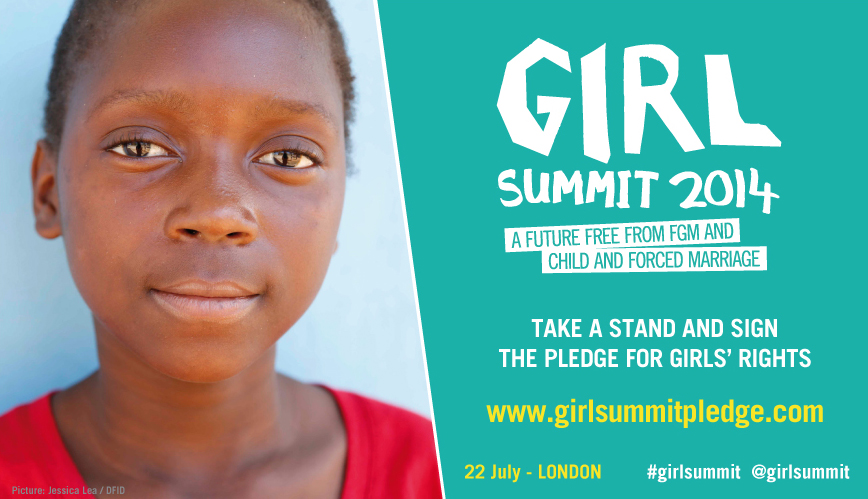
ملصق دعائي لقمة الفتاة 2014 في لندن يتحدث عن تشويه الأعضاء التناسليّة الأنثويّة وزواج الأطفال

يُعرَّف زواج الأطفال (بما في ذلك أشكال الارتباط سوى الزواج كالمساكنة مثلاً) بأنه زواج من هم دون سن الثامنة عشر، ويُعتبر هذا الزواج عادةً قديمة في كثير من الثقافات. عام 2010 قُدِّرَ بأن حوالي 67 مليون امرأة تزوَّجن قبل سن الثامنة عشر، وأن 150 مليون امرأة سيتزوَّجن في العقد القادم، أي ما يعادل 15 مليون فتاة كل عام. ازداد هذا العدد إلى 70 مليون بحلول 2012. كما أن ثلث الفتيات في البلدان النامية يتزوّجن تحت الثامنة عشر، وتسعهن دون الخامسة عشر. يشيع هذا الشكل من الزواج في جنوب آسيا (حوالي 48% من النساء) وأفريقيا (حوالي 42% من النساء) وأمريكا اللاتينيّة والكاريبي (29% من النساء تقريباً). سُجِّلَ أعلى معدّل انتشار في غرب أفريقيا وبلدان جنوب الصحراء الأفريقية، إذ يبلغ معدل انتشار زواج الفتيات دون سن الثامنة عشر في بلدان كالنيجر حتى 75%. كما أن معظم حالات زواج الأطفال تقتصر إلى حدٍ كبير على الفتيات، إذ تبلغ نسبة زواج الفتيات من صبيان في مالي مثلاً 1 مقابل 72 حالة زواج، بينما تبلغ هذه النسبة في الولايات المتحدة 1 إلى 8 حالات زواج. وقد تحدث حالات الزواج في سنٍ مبكرة جداً، إذ ترسل الفتاة على سبيل المثال في سن السابعة إلى بيت زوجها.
هناك عددٌ من العوامل الثقافيّة التي تعزِّز هذه الممارسة، كالمهر أو الروابط الاجتماعيّة أو وضع الفتاة الاجتماعيّ أو المخاوف المُتعلّقة بوضع الفتاة الماليّ أو ممارسة الجنس قبل الزواج أو الحمل خارج إطار الزواج أو الأمراض المنقولة جنسياً. وتتضمن الحجج المُعارضة لزواج الأطفال حرمان الفتيات من التعليم وفقدان فرص العمل وبالتالي تدهور الوضع الاقتصاديّ فضلاً عن خسارة الفتاة لطفولتها الطبيعيّة ونضجها العاطفيّ بالإضافة إلى عزلتها الاجتماعيّ. يضع زواج الأطفال الفتاة في علاقة مختلَّة بشدّة من حيث توازن السُلطة ويخلق شكلاً مستديماً من عدم المساواة يُفاقم مشكلة زواج الأطفال. كما تشمل قضية زواج الأطفال جوانب مُتعلّقة بحقوق الإنسان والنشاط الجنسيّ بغير التراضي والزواج بالإكراه، وقد وضع التقرير المُشترك بين منظمة الصحة العالميّة والاتحاد البرلمانيّ الدوليّ لعام 2016 كلا المفهومين تحت اسم زواج الأطفال الباكر بالإكراه (الإنجليزيّة: Child, Early and Forced Marriage، اختصاراً CEFM)، وقد سبقتهما قمة الفتاة 2014 في لندن إلى هذا. وبالإضافة إلى ذلك، ترتبط حالات الحمل المُحتملة في سن صغيرة بمخاطر طبيّة على كلٍ من الأم والطفل، عدا عن احتمال الحمل المُتعدّد وانخفاض احتماليّة الوصول إلى موارد الرعاية الصحيّة. كما ويُعتبر الحمل أحد عوامل خطورة الوفاة (أي يزيد من خطر الوفاة) بالنسبة لمن تتراوح أعمارهن بين 15 و19 سنة، كما تكون الفتيات المتزوجات تحت سن الثامنة عشر أكثر عرضةً للعنف المنزليّ.
بُذلت جهود دوليّة واسعة لمكافحة زواج الأطفال، إذ حُدِّدَ سن الثامن عشر سناً قانونياً للزواج في الكثير من البلدان. كما أقامت الكثير من المنظمات الدوليّة كمنظمة الأمم المتحدة ووكالاتها كالمفوضية السامية لحقوق الإنسان وصندوق الأمم المتحدة للسكان واليونسيف ومنظمة الصحة العالمية حملات دولية واسعة لمكافحة زواج الأطفال. وكبقية القضايا المُتعلّقة بصحة المرأة، يُعتبر الفقر والتمييز بين الجنسين أسباباً جذريّةً لزواج الأطفال، وينبغي على أي حملة لتغيير الموقف الثقافيّ تجاه زواج الأطفال أن تُعالج هذه المناحي. ويُعتبر زواج الأطفال أحد المواضيع البارزة في الاتفاقيات والمعاهدات الدوليّة ذات الصلة كاتفاقية القضاء على جميع أشكال التمييز ضد المرأة عام 1979 والإعلان العالمي لحقوق الإنسان وفي عام 2014 مؤتمر قمة الفتاة الذي استضافته منظمة اليونيسيف والمملكة المتحدة وعُقد في لندن لمعالجة قضيتيّ تشويه الأعضاء التناسليّة وزواج الأطفال. لاحقاً في العام ذاته أصدرت الجمعية العامة للأمم المتحدة قراراً من ضمن جملة قرارات أُخرى
نحث جميع الدول على سن وتنفيذ ودعم قوانين وسياسات تهدف إلى منع وإنهاء زواج الأطفال والباكر والقسريّ وحماية أولئك المعرضين للخطر وضمان عدم إبرام الزواج إلا بموافقة مطلقة وحرة وكاملة من الزوجين المقصودين
و من بين المنظمات غير الحكوميّة التي تعمل على إنهاء حمل الأطفال منظمة «فتيات لا عرائس» (الإنجليزيّة: Girls not Brides) وجمعية النساء الشابات المسيحيّة (الإنجليزيّة: Young Women's Christian Association) والمركز الدولي لبحوث النساء (الإنجليزيّة: International Center for Research on Women)  وهيومان رايتس ووتش (الإنجليزيّة: Human Rights Watch). ورغم عدم تضمين هذه القضيّة صراحةً في الأهداف الإنمائيّة للألفيّة، فقد تم الضغط بشكل واسع لتشمل الأهداف إنهاء زواج الأطفال، وهو ما حدا بالأمم المتحدة لتضمينها ضمن أهداف التنمية المستدامة التي أُعلنت في سبتمبر 2015. ورغم تحقيق تقدُّم في هذا المجال، ولاسيّما الفتيات دون سن الخامسة عشر، ما تزال الاحتمالات مفتوحة. كما وستُمثِّلُ نسبة النساء بين سنيّ 20 و24 ممن تزوَّجن أو دخلن في علاقة قبل سن الثامنة عشر مؤشراً لهذا الأمر. تشمل الجهود الهادفة لإنهاء زواج الأطفال إجراءات تشريعيّة والتأكيد على تنفيذها جنباً إلى جنب مع تمكين النساء والفتيات. وبغية زيادة الوعيّ بالأمر، خصَّصت الأمم المتحدة يوماً عالمياً للفتيات(1)

### الدورة الطمثية

شكل ترسيميّ يُظهر أجزاء جسم المرأة المتأثرة بانقطاع الطمث

تُشكِّلُ الدورات الطمثيّة المُتعاقبة في حياة المرأة، وهي عبارة عن تغيُّرات شبه شهريّة في الجهاز التناسليّ، أحد أبرز المعالم الفيزيولوجيّة المعتادة في حياة المرأة بدءاً من سن المراهقة وحتَّى الخمسين. إذ يمكن أن تؤثر هذه التغيُّرات الفيزيولوجيّة خلال الدورة على الصحة البدنيّة والعقليّة، كما تُصاحبها أعراض الإباضة والإزالة المنتظمة للبطانة الداخليّة للرحم عبر النزف المهبليّ (الحيض أو الطمث). قد تكون بداية الطمث (بدء الإحاضة) مُزعجةً للفتيات غير المُستعدّات. يمكن أن يُمثِّل الطمث عائقاً للمرأة يحول دون مشاركتها بنشاطات مختلفة. وفي مقابل هذا برزت بعض الأدوات الصحيّة المساعدة كالسدادة القطنيّة (التامبون) والفوط الصحيّة لمساعدة المرأة على تجاوز آثار الطمث. تختلف هذه الأدوات بشكل واضح بين مختلف المجموعات الاجتماعيّة الاقتصاديّة ولاسيّما الأفقر، حيث تُمثِّل هذه الأدوات عبئاً ماليّاً في البلدان النامية، حيث يمكن أن يُمثّل الحيض في هذه البلدان عائقاً دون إكمال الفتاة لتعليمها.
على حدٍ متساوٍ تُمثِّلُ التغيُّرات الفيزيولوجيّة والعاطفيّة تحدٍ مرتبط بتوقُّف الطمث أو انقطاعه. وفي حين يحدث توقُّف الطمث بشكل تدريجيّ في العقد الخامس من العمر، إذ يتميّز بنزف غير منتظم وتوقُّف الإباضة، كما يترافق انقطاع الطمث بتغيُّرات ملحوظة في النشاط الهرمونيّ، على مستوى المبيض بحد ذاته (الأستروجين والبروجسترون) والغدة النخاميّة (الهرمون المنبّه للجريب FSH والهرمون الملوتن LH). قد تترافق هذه التغيُّرات الهرمونيّة بتأثُّر الأحاسيس النظاميّة كهبَّات الساخنة وتغيُّرات محليّة في السبيل التكاثريّ كتقليل المفرزات التناسليّة والترطيب المهبليّ. وفي حين قد يخفِّف انقطاع الطمث من النزف الطمثيّ ومخاوف الحمل، قد يكون انقطاع الطمث مصحوباً بتغيُّرات فيزيولوجيّة وعاطفيّة مرتبطة برمزيّة فقدان الأنثى لخصوبتها وباعتباره (أي انقطاع الطمث) مُذكِّر للأنثى بتقدُّمها بالسن واحتمال فقدان الرغبة. قد يحدث انقطاع الطمث طبيعيّاً كعمليّة فيزيولوجيّة في وقت سابق للعقد الخامس (انقطاع الطمث المبكر) كنتيجةٍ لمرض أو بسبب تداخل طبيّ أو جراحيّ. جديرٌ بالذكر أن انقطاع الطمث المبكر قد يكون ذو عواقب وخيمة شديدة.

### قضايا صحية إنجابيّة وجنسيّة أُخرى
تتضمن القضايا الصحيّة الإنجابيّة والجنسيّة الأُخرى، التربية الجنسيّة والبلوغ والجنسانيّة والوظيفة الجنسيّة. كما تختبر النساء أيضاً عدداً من القضايا المرتبطة صحة الثدي والسبيل التناسليّ، وكلتاهما تنرجان ضمن مجال طب النساء.

## الصحة غير الإنجابيّة
تختلف تجربة الرجل والمرأة فيما يتعلَّق بالصحة والمرض، لاسيّما أمراض القلب والأوعية الدمويّة والسرطانات والاكتئاب والخرف، كما أن النساء أكثر عرضةً للإصابة بالتهابات المسالك البوليّة من الرجال.

### الأمراض القلبية الوعائية
تُعتبر الأمراض القلبيّة الوعائيّة السبب الرئيسيّ للوفاة بين النساء في الولايات المتحدة (30%)، وأكثر أشكال الأمراض المزمنة شيوعاً بين نساء الولايات المتحدة، إذ تتأثر حوالي 40% من نساء الولايات المتحدة بهذه الأمراض. كما تحدث هذه الأمراض بدايةً في النساء في سنّ أبكر لدى النساء من الرجال. على سبيل المثال، معدّل الإصابة لدى النساء تحت سن الثمانين أقل مما هو لدى الرجال، ولكنها أعلى في النساء اللواتي تجاوزن الثمانين. بشكل عام يفوق خطر الإصابة بالسكتة لدى النساء ذاك الذي لدى الرجال، كما أن خطر الإصابة بمرض قلبيّ وعائيّ لدى من يعانين من داء السكريّ والمدخنات أعلى أيضاً بين النساء مما هو بين الرجال بهذه الشروط. تتنوع جوانب أمراض القلب والأوعية الدمويّة بين الرجال والنساء، بما في ذلك عوامل الخطورة والانتشار والفيزيولوجيّة المرضيّة والأعراض والاستجابة للتدخُّلات والنتائج.

### السرطان
يتساوى تقريباً خطر الوفاة بالسرطان لدى الرجال والنساء، إذ تُمثِّلُ وفيات السرطان ما يُقارب % من عموم حالات الوفاة في العالم، كما وتُعتبر وفيات السرطان ثاني أهم الأسباب المؤدية للوفاة. ومع ذلك، تتنوّع معدلات الإصابة بالسرطان بين الرجال والنساء بحسب نوع السرطان، ففي الولايات المتحدة الأمريكيّة كانت أكثر حالات الإصابة بالسرطان شيوعاً بين النساء عام 2012 هي سرطان الرئة والثدي وسرطان القولون والمستقيم. إضافةً إلى أنواع أُخرى مُحتملة أيضاً لدى النساء، وهي وفق الأهميّة، سرطان المبيض وسرطان الرحم (بما في ذلك سرطان بطانة الرحم وسرطان عنق الرحم). تُشابه هذه الأرقام ما تحدَّثت عنه عدّة تقارير في عام 2016 أيضاً. وفي حين ارتفعت معدّلات الإصابة بالسرطان بشكل هائل خلال القرن العشرين، كانت هذه الزيادة أقل وأكثر تأخُّراً لدى النساء ويُعزى هذا إلى اختلاف معدّلات التدخين بين الجنسين. في الآونة الأخيرة، بدأت معدّلات وفيّات السرطان بالانخفاض مع انخفاض استخدام التبغ. كما وقد انخفض معدل الوفاة بين النساء بين عامي 1991 و2012 بحوالي 19% (أقل مما هو عليه بين الرجال). وفي مطلع القرن العشرين كانت الوفاة بسبب سرطانات الرحم (جسم الرحم وعنقه) السبب الرئيسيّ في وفيّات السرطان لدى النساء، جديرٌ بالذكر، أن معدّلات وفيّات حالات السرطان بين النساء أعلى مما هو عليه لدى الرجال. بدءاً من عام 1930 وما تلاه، انخفضت وفيّات سرطان الرحم، وعلى وجه الخصوص سرطان عنق الرحم بسبب توافر اختبار بابانيكولاو لاستقصاء الإصابة بسرطان عنق الرحم. وقد أدَّى هذا إلى انخفاض عام في وفيّات السرطان بين النساء بين أربعينات وسبعينات القرن العشرين، مثلما أدَّى ارتفاع الإصابة بسرطان الرئة إلى ارتفاع عام بالإصابة بأمراض السرطان. وبحلول خمسينات القرن العشرين، جعل انخفاض معدّل الإصابة بسرطان الرحم، جعلَ سرطان الثدي أهم سبب رئيسيّ لوفيّات السرطان إلى أن تجاوز سرطان الرئة هذه المرتبة في الثمانينات. حالياً، انخفضت معدلات وفيّات كل من سرطانات الرئة والثدي والرحم، ولكن تموت نساءٌ أكثر بسبب سرطان الرئة كل عام أكثر من سرطانات الثدي والمبيض والرحم مجتمعةً. عموماً وُجدُ أن ما يُقارب 20% من المصابين بسرطان الرئة لم يدخنوا قطّ، إضافةً إلى أن خطر تطوّر سرطان رئة بين النساء غير المدخنات أكبر بثلاث مرّات من الرجال الذين لم يُدخنوا قط.
إضافةً إلى الوفاة، يُعتبر السرطان سبباً للأمراض بين النساء. إذ سيكون متوسط متوقّع العمر لدى النساء اللواتي شُخِّصنَ بإصابة بالسرطان أقل مما سواهن (38% لدى النساء مُقابل 45% لدى الرجال)، رغم أن من المرجّح تشخيص النساء بالسرطان في سنّ أبكر.

#### سرطان الثدي
يُعتبر سرطان الثدي ثاني أكثر السرطانات شيوعاً حول العالم، وأكثر أنواع السرطانات شيوعاً بين النساء، كما يُعتبر من ضمن أكثر عشر أمراض مزمنة شيوعاً لدى النساء، عدا عن كونه أحد الأسباب الرئيسيّة في وفيّات النساء. عالميّاً، يُقدّر عدد حالات سرطان الثديّ بحوالي ربع حالات السرطان. في 2016 اِعتُبر سرطان الثدي أشيع سرطان مُشخّص بين النساء في كلٍّ من البلدان النامية والمتقدّمة، إذ مثَّل ما نسبته 30% من حالات السرطان، أي حوالي مليون ونصف المليون حالة وأكثر من نصف مليون وفاة، ما يجعله خامس أشيع سبب لوفيّات السرطان عموماً وثانيها في البلدان النامية. يُعاكس التوزُّع الجغرافيّ للإصابة بسرطان الثدي ما هو عليه في سرطان عنق الرحم، إذ تُسجل أعلى معدّلات الإصابة في أميركا الشماليّة، فيما تُسجّل أخفضها في شرق ووسط أفريقيا، لكن معدّلات الوفيّات ثابتة نسبياً، مما أدَّى إلى تباين واسع في معدّل الوفيّات، إذ يتراوح المعدّل بين 25% من الحالات في البلدان المتقدّمة وحتى 37% من الحالات في البلدان النامية. كما تحدث 62% من الوفيّات عموماً في المناطق النامية.

#### سرطان عنق الرحم
عالمياً، يُعتبر سرطان عنق الرحم رابع الأسباب الشائعة للسرطان بين النساء، لاسيّما من يعانين من أوضاع اجتماعيّة اقتصاديّة سيئة، إذ أن للنساء في هذه المجموعات الاجتماعيّة الاقتصاديّة المنخفضة تراتبياً وصول محدود للرعاية الصحيّة كما تزداد في أوساطهن المعدّلات العالية من الزواج بالإكراه وتكافؤ الشركاء وتعدد الزوجات والتعرُّض للأمراض المنقولة جنسياً بسبب تعدُّد الاتصالات الجنسيّة للشركاء الذكور. وتساهم جميع هذه العوامل بزيادة عوامل الخطورة لدى النساء. في البلدان النامية، تبلغ نسبة حالات سرطان عنق الرحم حوالي 12% من حالات السرطان لدى النساء، ويعتبر ثاني الأسباب المؤدية للوفاة. تحدث أعلى حالات سرطان عنق الرحم في شرق أفريقيا، ويعتبر هذا المرض أكثر أشكال السرطان شيوعاً في وسط أفريقيا. يُقدَّر معدل الوفاة في سرطان عنق الرحم 52% في البلدان النامية، بينما يُقدَّر في البلدان المتقدّمة 43%، ويختلف هذا المعدّل بين البلدان، إذ قد يصل مقدار الاختلاف إلى حوالي 18 ضعف.
قد تندرج الإصابة بسرطان عنق الرحم ضمن الإصابة بفيروس الورم الحُليميّ البشريّ (HPV)، الذي يصيب مناطق الفرج والمهبل والشرج والبلعوم الفمويّ. أُصيبت حوالي 300 مليون امرأة حول العالم بفيروس الورم الحُليميّ البشريّ، الذي يُعتبر أحد أكثر الأمراض المنقولة جنسيّاً شيوعاً، وقد نُسبت حوالي 5% من 13 مليون حالة إصابة جديدة بالسرطان في العالم إلى فيروس الورم الحُليميّ البشريّ. في البلدان المُتقدّمة، يتضمن استقصاء سرطان عنق الرحم اللجوءَ إلى اختبار بابانيكولاو، إذ يقوم هذا الاختبار بالكشف عن التغيُّرات السابقة للسرطان في بنية عنق الرحم، أو على الأقل يساعد عند النساء القادرات على الوصول إلى الرعاية الصحيّة. كذلك هناك برنامج للقاح فيروس الورم الحليميّ البشريّ مُتاح في 45 بلداً حول العالم. رغم ذلك ما تزال برامج الاستقصاء والوقاية من هذا الفيروس محدودةً في البلدان النامية، وذلك على الرغم من تطوير برمجيّات ذات تقنيّة منخفضة وقليلة التكلفة، يُضاف إلى ذلك محدوديّة الوصول إلى العلاج في حالات الإصابة. يُقدَّر أنه إذا ما طُبِّق لُقاح الفيروس عالميّاً بنسبة 70%، سيتم إنقاذ ما يُقارب 4 ملايين امرأة من الإصابة بسرطان عنق الرحم، لاسيّما وأن معظم الحالات تحدث في البلدان النامية.

#### سرطان المبيض
على النقيض من ذلك، يُعتبر سرطان المبيض السبب الرئيسيّ لوفيّات سرطان الجهاز التكاثريّ، والسبب الخامس لوفيّات السرطان لدى النساء في الولايات المتحدة، كما أن هذا المرض يفتقر إلى منهج فحص فعَّال، وهو في الغالب مرض يصيب النساء في البلدان الصناعيّة. وبما أنه مرض غير عرضيّ في مراحله الأولى، فإن ما يُقارب 50% من النساء المصابات يُكتشفن الإصابة في المرحلة الثالثة أو عند الإصابة بسرطان إضافيّ خارج المبيض (بعد انتشاره خارج المبيضين) مع ما ينجم عن ذلك من مآلات سيئة.

### الصحة العقليّة
تُعاني حوالي 25% من النساء من مشكلة عقليّة خلال حياتهن. إذ أن النساء أكثر عُرضَةً من الرجال للقلق والاكتئاب والشكايات النفسيّة الجسميّة. عالمياً، يُعتبر الاكتئاب عبئاً وظرفاً يُؤدّي لعدة أمراض، ففي الولايات المتحدة مثلاً تُعاني النساء من الاكتئاب أكر بمرتين مُقارنةً بالرجال. كما وتُقدّر التكاليف الاقتصاديّة للاكتئاب لدى النساء الأمريكيّات بحوالي 20 مليار دولار كل عام. ترتبط كذلك مخاطر الاكتئاب لدى النساء بالتغيُّرات الهرمونيّة التي تطال البيئة الداخليّة لجسم المرأة خلال البلوغ والحيض والحمل والولادة وانقطاع الطمث. كما تقوم أجسام النساء باستقلاب الأدوية المُتعلِّقَة بالاكتئاب بشكل مختلف عن آلية استقلابها في أجسام الرجال. أما معدّلات الانتحار لدى النساء فهي أقل مما هو عليه لدى الرجال، إذ يُقدَّر معدّل الانتحار لدى النساء بحوالي 1%، مٌقابل 2.4% لدى الرجال، ولكنها رغم انخفاضها تُعتبر محاولات الانتحار سبباً رئيسياً للوفاة النساء دون سن الستين (بالنظر إلى إمكانية فشل الكثير من محاولات الانتحار).

### الخرف
يُقدَّر انتشار مرض آلزهايمر في الولايات المتحدة بحوالي 5.1 مليون حالة، ثلثا هذه الحالات نساء. علاوةً على ذلك، تُعتبر المرأة فرد العائلة الأكثر ترجيحاً لتقديم الرعاية الأساسيّة لأفراد العائلة البالغين المُصابين بالاكتئاب، لذا فإنهن يتعرَّضن لمخاطر ويتحمَّلن أعباء الاكتئاب بشكل كبير. كما ويُقدَّر خطر الإصابة بمرض آلزهايمر الذي تتعرّض له النساء بضعفي الخطر لدى الرجال. يمكن إرجاع جزء من هذا الاختلاف إلى متوسط العمر المُتوقَّع، كما أن تغيُّر الحالة الهرمونيّة خلال حياة المرأة قد يلعب دوراً مماثلاً باعتباره يؤدّي لاختلاف التعبير الجينيّ عمَّا هو عليه لدى الرجال. كما تُقدّر وفيات النساء بسبب الخرف بحوالي 4.5% من حالات الخرف مُقارنةً بحوالي 2% في حالات الخرف لدى الرجال.

### صحة العظام
يحتلُّ مرض هشاشة العظام المرتبة السادسة بين الأمراض المزمنة لدى النساء في الولايات المتحدة الأمريكيّة، بمعدَّلِ انتشار قدرُهُ 18%، بمعدّل إصابة لعظام الفخذ والعنق والقسم القطنيّ من العمود الفقريّ بعد سن الخمسين لدى النساء 16%، وهو مُعدَّل أعلى من إصابة هذه العظام لدى الرجال في العمر ذاته (4%). كما ويُعتبر مرض هشاشة العظام عامل خطورةٍ لحدوث الكسور، يُذكر أن حوالي 20% من كبار السن الذين يُعانون من كسور في عظم الورك يموتون خلال عام واحد من الإصابة.  يُعزى الفارق بين الجنسين في معدّل الإصابة بهشاشة العظام، إلى تراجع مستويات الإستروجين لدى النساء بعد انقطاع الطمث في سن اليأس. وقد تبيَّن أن المعالجة باستخدام الهرمونات البديلة قد أدَّت إلى تقليل هذه الخطورة بحوالي 25 إلى 30%، وهذا الأمر أدَّى لشيوع استخدام هذه الطريقة في ثمانينات وتسعينات القرن العشرين. إلا أن دراسات أجرتها مبادرة صحة المرأة (الإنجليزيّة :Women's Health Initiative) أظهرت أن لهذا النمط من المعالجة مضار تفوق الفوائد مما حدا بالأوساط الطبيّة إلى تقليل اللجوء إلى هذا النهج العلاجيّ.

### فقر الدم
يُعتبر فقر الدم مشكلةً صحيّة عالميّة رئيسيّة بالنسبة للنساء، إذ تتأثر النساء أكثر من الرجال بفقر الدم، حيث تُعاني حوالي 30% من النساء وحوالي 42% من النساء الحوامل من فقر الدم. يعقب الإصابة بفقر الدم عدد من المشكلات الصحيّة كفقر محصول الحمل (في حالات الحمل) وضعف الوظيفة المعرفيّة (نقص التركيز والانتباه). يُعتبر نقص الحديد السببَ الرئيسيّ لفقر الدم، ففي الولايات المتحدة يُؤثّر فقر الدم بعوز الحديد على 37% من النساء الحوامل. يبدأ فقر الدمّ بعوز الحديد لدى النساء في سن المراهقة مع بدء الدورة الطمثيّة وفقدان كميّة كبيرة خلالها، إضافةً إلى زيادة الطلب على الحديد أثناء النمو، يفاقمها انخفاض المدخل الغذائيّ من الحديد. وفي النساء البالغات، يؤدي الحمل إلى المزيد من استنزاف الحمل.

### العنف
تُختبر المرأة التجربة العنفيّة البنيويّة والشخصيّة بشكل مختلف عن الرجل. وقد عرَّفت الأمم المتحدة العنف ضد المرأة باعتباره،
| «                                                            | أي فعل عنيف تدفع إليه عصبية الجنس ويترتب عليه، أو يُرجَّح أن يترتب عليه، أذى أو معاناة للمرأة، سواء من الناحية الجسمانية أو الجنسية أو النفسية، بما في ذلك التهديد بأفعال من هذا القبيل أو القسر أو الحرمان التعسفي من الحرية، سواء حدث ذلك في الحياة العامة أو الخاصة. | » |
| — الأمم المتحدة، إعلان بشأن القضاء على العنف ضد المرأة، 1993 | |   |

قد يتخذ العنف ضد المرأة أشكالاً عديدة، بما في ذلك الجسمانيّ والجنسيّ والعاطفيّ والنفسيّ، وقد يمتد طيلة حياة المرأة، كما قد يكون العنف البنيويّ أو الهيكليّ جزءاً من التشريع والسياسة، أو قد يكون مُنظَّم منهجيَّاً بشكل كره النساء من قِبل مُنظمات مُكرَّسة ضد مجموعات معينة من النساء. قد يكون مرتكبو العنف الشخصيّ الجهاتٍ حكوميّة والغرباء والمعارف والأقارب والشركاء الحميّميّين، ويتجلَّى هذا العنف عبر طيف واسع من عمليّات التمييز كالمضايقة والاعتداء الجنسيّ والاغتصاب والأذيّة الجسديّة والتي قد تصل إلى القتل (قتل النساء). وقد يشمل هذا أيضاً الممارسات الثقافيّة كختان الإناث.
يؤثر العنف غير المميت ضد المرأة بشكل كبير على صحتها الجسمانيّة والعقليّة والإنجابيّة، ويُنظر إليه على أنه أكثر من كونه مجرد أحداث معزولة، بل باعتباره نمط منتظم من السلوك لا ينتهك حقوق المرأة فقط بل ويحدّ من دورها في المجتمع، وتتطلَّب مكافحته نهجاً مُنظماً.
تُقدِّرُ منظمة الصحة العالميّة أن حوالي 35% من النساء في العالم قد تعرَّضن لعنف جسمانيّ أو جنسيّ خلال حياتهن وأن الحالة الأكثر شيوعاً هو عنف الشريك الحميم. وقد أبلغت 30% من النساء المنخرطات في علاقات عن أنهنّ اختبرن تجربةً كهذه، و38% من جرائم قتل النساء ارتكبها شركاء حميميّين. قد تصل هذه الأرقام إلى 70% في بعض المناطق. قد تشمل عوامل الخطورة في هذه الحالة تدنِّي مستوى التحصيل العلميّ وخبرة الوالدين وتجربتهما العنفيّة وإساءة معاملة الأطفال وعدم المساواة بين الجنسين والمواقف الثقافيّة التي تسمح بقبول العنف بشكل أو بآخر.
أعلنت منظمة الصحة العالميّة عام 1996 عن اعتبار العنف أولويّة صحيّة عالميّة استناداً إلى إعلان الأمم المتحدة في اجتماع الجمعيّة العامة للأمم المتحدة بشأن القضاء على العف ضد المرأة عام 1993 وتوصيات كلٍّ من المؤتمر العالميّ للسكان والتنمية (القاهرة عام 1994) والمؤتمر العالميّ الرابع المعنيّ بالمرأة (بيجين 1995). وقد تبع هذا التقرير العالميّ حول العنف والصحة لعام 2002، الذي ركَّز على عنف الشريك الحميم والعنف الجنسيّ. في الوقت ذاته، أدرجت الأمم المتحدة ذلك في خطة عمل عندما أقرَّت الجمعية العامة إعلان الألفيّة في سبتمبر 2000، والذي حسم جملةً من الأمور من بينها «مكافحة جميع أشكال العنف ضد المرأة وتنفيذ اتفاقيّة القضاء على كافة أشكال التمييز ضد المرأة». كما كان تعزيز المساواة الجندريّة وتمكين المرأة أحد أهداف الألفيّة (الهدف الثالث من الأهداف الإنمائيّة للألفيّة)، والذي كان يرمي أيضاً إلى القضاء على كافة أشكال العنف ضد المرأة وتنفيذ اتفاقية القضاء على جميع أشكال التمييز ضد المرأة. وقد أقرّ هذا بأن القضاء على العنف، متضمناً التمييز، شرطٌ أساسيّ لتحقيق جميع الأهداف الأُخرى لتحسين صحة المرأة. على أي حال، اِنتُقِدَ هذا الهدف الإنمائيّ لعدم إدراج العنف كهدف واضح، إلى الحدّ الذي أدى لإطلاق تسمية «الهدف المفقود» عليه. وعند تقييم الهدف الإنمائيّ الثالث للألفيّة، ظلَّ العنف عائقاً رئيسياً يحول دون تحقيق الأهداف المتبقية. لاحقاً، في أهداف التنمية المستدامة، التي أدرجت قضايا التمييز ذات الصلة بشكل صريح وزواج الأطفال وختان الأعضاء التناسليّة، أُدرج «القضاء على جميع أشكال العنف ضد جميع النساء والفتيات في المجالين العام والخاص» بحلول عام 2030 في مقاصد الهدف الخامس من أهداف التنمية المستدامة.
تعتقد هيئة الأمم المتحدة للمرأة أن العنف ضد المرأة «متجذّر في التمييز القائم على أساس الجنس والأعراف الاجتماعيّة والقوالب النمطيّة الجنسانيّة التي تكرّس لمثل هذا العنف»، وتدعو للانتقال من دعم الضحايا إلى منع وقوع هذا العنف، من خلال معالجة الأسباب الجذريّة والبنيويّة. كما توصي الهيئة ببرامج تبدأ في وقت باكر من الحياة وموجّهة نحو كلا الجنسين لتعزيز الاحترام والمساواة، وهو مجال غالباً ما يتم تجاهلها في السياسة العامة. تتضمن هذه الإستراتيجيّة، التي تنطوي على تغيير علميّ وثقافيّ واسع، تتضمن تنفيذ توصيات الدورة الخامسة والسابعين للجنة الأمم المتحدة المعنية بوضع المرأة عام 2013. ولتحقيق هذا، خُصِّص اليوم العالميّ للفتاة عام 2014 لإنهاء دوامة العنف. عام 2016، تبنَّت جمعية الصحة العالميّة خطة عمل لمكافحة العنف ضد المرأة عالمياً.

## المرأة في الأبحاث الصحيّة

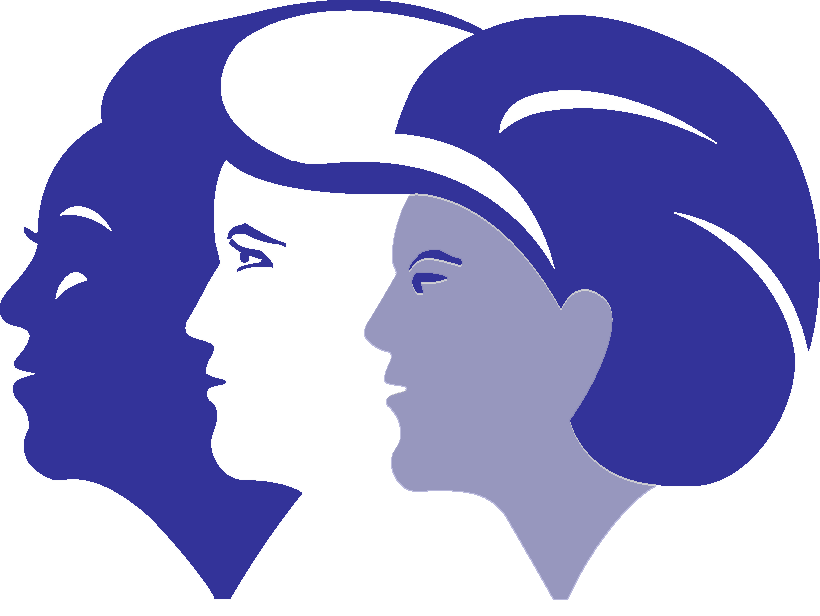
شعار مبادرة صحة المرأة (الإنجليزيّة: Women's Health Initiative)

قادت التغيرات التي طرأت على تصوُّرات أخلاقيات البحث العلميّ عقب محاكمات نورمبرج عام 1946، إلى شيوع مناخ من الرغبة بحماية المجموعات الضعيفة (أو التي تُعتبر ضعيفةً)، عبر تنظيم إجراء الأبحاث وتشريعها. أدَّى هذا إلى تناقص نسبيّ في تمثيل النساء في التجارب السريريّة. ازداد هذا التشدُّد فيما يتعلّق بوضع النساء في الأبحاث عام 1977، عندما حظرت إدارة الغذاء والدواء في الولايات المتحدة مشاركة النساء في سن الحمل في المراحل الأولى للتجارب السريريّة بعد مآسي أدوية الثاليدوميد وثنائي إيثيل ستيلبوستيرول. أما من الناحية العمليّة، فقد اِستُبعِدَت جميع النساء في التجارب السريريّة تطبيقاً لهذا الحظر. إذ اعتُبرت النساء، على الأقل من هنّ في سن الإنجاب، غير ملائمات للمواضيع البحثيّة بسبب تذبذب مستويات الهرمونات في أجسادهنّ خلال الدورة الشهريّة. على أي حال، أظهرت الأبحاث اختلافات بيولوجيّة كبيرة بين الجنسين في معدّلات الحساسيّة والتعرُّض والأعراض والاستجابة للعلاج في عدة حالات صحيّة، بما في ذلك أمراض القلب وبعض السرطانات. تُمثِّلُ هذه الاستثناءات للنساء من الأبحاث الصحيّة والتجارب السريريّة تهديداً لتطبيق الطب المُسند بالدليل على النساء وتُضعف الرعاية الصحيّة المُقدمة للنساء والرجال.
لفت التركيز المتزايد على حقوق المرأة في الولايات المتحدة الأمريكيّة خلال ثمانينات القرن العشرين، لفت الانتباه إلى أن العديد من الأدوية التي تُوصف عادةً للنساء لم تُختبر أو تُجرب على نساء قادرات على الإنجاب وأن هناك نُدرة نسبيّة فيما يتعلّق بالأبحاث الأساسيّة بصحة المرأة. استجابةً لهذا أطلق المعهد الوطني للصحة (الإنجليزيّة: National Institutes of Health، اختصاراً NIH) في الولايات المتحدة مكتباً لأبحاث صحة المرأة (الإنجليزيّة: the Office of Research on Women's Health، اختصاراً ORWH) عام 1990 لمعالجة هذه المظالم. عام 1993 أُقرّ قانون إعادة إحياء المعاهد الوطنيّة للصحة، مع اشتراط شمول النساء في المرحلة الثالثة من التجارب السريريّة التي تموِّلُها المعاهد الوطنيّة للصحة. وقد نتج عن هذا زيادة في توظيف النساء في الدراسات البحثيّة. وقد تلا هذا مرحلة تحديد تمويل الدراسات الوبائيّة واسعة النطاق والتجارب السريريّة اللتان تركِّزان على صحة المرأة كمبادرة صحة المرأة (الإنجليزيّة: Women's Health Initiative) (عام 1991) التي اعتُبرت أكبر دراسة وقائيّة من أمراض أُجريت في الولايات المتحدة، إذ خُصِّصَت هذه المبادرة لدراسة الأسباب الرئيسيّة للوفاة والعجز والضعف لدى النساء المُسنّات. ورغم تحقيق تقدُّم ملحوظ فيما يتعلّق بالنساء في الدراسات البحثيّة الصحيّة، لا تزال المرأة غير مُمثَّلة، إذ نُشرت دراسة عام 2006 تحدَّثت عن أن النساء شكَّلت أقل من 25% من التجارب السريريّة المنشورة عام 2004. كما وجدت دراسة لاحقة قام بها ذات الباحثين بعد خمس سنوات أدلةً قليلة على تحسُّن تمثيل المرأة. وجدت دراسة أُخرى أن حوالي 10 إلى 47 بالمئة من التجارب السريريّة المتعلِّقة بأمراض القلب قد أُجريت على نساء، مع الإشارة إلى الانتشار الواضح لأمراض القلب في أوساط النساء. كذلك الحال بالنسبة لسرطان الرئة، السبب الرئيسيّ الأول لوفيّات السرطان من النساء، ورغم تزايد أعداد النساء المُسجَّلات في دراسات سرطان الرئة، إلى أنهن ما يزلن أقل تمثيلاً في الدراسات المتعلِّقة بسرطان الرئة من الرجال، إضافة إلى انخفاض احتمال اشتراكهن في هكذا دراسات. أحد العوائق البارزة في تقييم التقدُّم المُحقَّق في هذا المجال هو عدد الدراسات السريريّة التي إما أنها لا تكشف عن النوع الاجتماعيّ (الجندر) للحالات موضوع البحث أو أنها تفتقد للقوّة الإحصائيّة لتحديد الفروق بين الجنسين. استمرت هذه القضايا حتى 2014، وما زاد تعقيدها حقيقة أن معظم دراسات الحيوانات تستبعد أيضاً الإناث أو تفشل في احتساب الفوارق في الجنس والجندر (النوع الاجتماعيّ). على سبيل المثال، رغم ارتفاع حالات الاكتئاب بين النساء فإن أقل من نصف دراسات الحيوانات تستخدم إناث حيوانات في هذه الدراسات. وبالتالي، تطلب بعض وكالات تمويل الأبحاث الصحيّة والمجلات العلميّة من الباحثين أن يتناولوا قضيتيّ الجنس والجندر بشكل صريح في أبحاثهم.
هناك قضية أُخرى ذات صلة وهي تضمين النساء الحوامل في الدراسات السريريّة. بما أن العديد من الأمراض قد ترافق الحمل، هناك حاجةٌ للحصول على معلومات عن استجابة جسم الحامل وفعاليّة التدخُّلات الطبيّة أثناء الحمل، ولكن وجود العديد من التفاصيل الأخلاقيّة (المرتبطة بأخلاقيّات الطب) المُتعلِّقَة بالجنين تُعقِّدُ الموضوع. قُوبل جزئيّاً هذا التحيُّز القائم على الجنس بإطلاق العديد من الدراسات الوبائيّة واسعة النطاق على النساء كدراسة صحة الممرضات (الإنجليزيّة: Nurses' Health Study) عام 1976 ومبادرة صحة المرأة (الإنجليزيّة: Women's Health Initiative)  ودراسة صحة المرأة السوداء (الإنجليزيّة:Black Women's Health Study).
تعرَّضت النساء للإساءة في عدَّة أبحاث تتعلَّق بالرعاية الصحيّة، كما هو الحال فيما كشف عنه تحقيق كارترايت (الإنجليزيّة: Cartwright Inquiry) في نيوزيلندا عام 1988، كان موضوع التحقيق أحد الأبحاث الصحيّة بعد كشف صحفيّان نسويّان بارزان عن أن بعض النساء اللواتي كنَّ يعانين من تشوُّهات عنق الرحم لم يتلقين العلاج في سياق هذه التجربة التي أُجري في نيوزيلندا، كما لم يتم إخبار هؤلاء النساء بالتشوّهات، كما توفيت عدّة نساء في وقت لاحق.

## المبادرات الوطنيّة والدوليّة

شعار الأمم المتحدة لأهداف التنمية المستدامة

قامت عدّة دول بإقامة مبادرات وطنيّة تتعلّق بصحة المرأة، على سبيل المثال ففي عام 1991 في الولايات المتحدة أقامت وزارة الصحة والخدمات البشريّة مكتباً لصحة المرأة بهدف تحسين صحة المرأة في الولايات المتحدة، من خلال تنسيق أجندة صحة المرأة في الوزارة والوكالات الأُخرى. وفي القرن الحادي والعشرين، ركّز المكتب على النساء اللواتي لا يحصلن خدمات كافية. أيضاً، في عام 1994 أسَّست مراكز السيطرة على الأمراض والوقاية (الإنجليزيّة: Centers for Disease Control and Prevention) مكتبه الخاص لصحة المرأة، والذي أذن له قانون الرعاية الصحيّة المُيسّرة بحلول عام 2010.

عالمياً، أقامت العديد من وكالات الأمم المتحدة كمنظمة الصحة العالميّة وصندوق الأمم المتحدة للسكان واليونيسيف برامج نوعيّة فيما يتعلّق بصحة المرأة عموماً أو صحة الأمهات والصحة الإنجابيّة والصحة الجنسيّة. بالإضافة إلى ذلك ترتكز الكثير من أهداف الأمم المتحدة العالميّة على قضايا تتعلّق بصحة المرأة، بشكل مباشر أو غير مباشر، ومن الأمثلة على هذا الأهداف الإنمائيّة للألفيّة 2000 وتبعها أهداف التنمية المستدامة، والتي تم تبنيها في سبتمبر 2015، وذلك بعد تقرير صدر آنذاك يتحدَّث عن مقدار التقدُّم المُحرز في الأهداف الإنمائيّة للألفية (تقرير 2015 لأهداف الإنمائيّة للألفيّة)، على سبيل المثال، اشتملت الأهداف الإنمائيّة للألفيّة على القضاء على الفقر المدقع والجوع وتحقيق تعميم التعليم الابتدائي وتعزيز المساواة بين الجنسين وتمكين المرأة وتخفيض معدل وفيات الطفل وتحسين الصحة النِفَاسِيّة ومكافحة فيروس المناعة البشرية والملاريا وأمراض أُخرى وكفالة الاستدامة البيئية وإقامة شراكة عالمية للتنمية، وجميع هذه الأهداف تتعلَّق بصحة المرأة، كما هو الحال في أهداف التنمية المستدامة، بالإضافة إلى تخصيص هدف من أهداف التنمية المستدامة وهو الهدف الخامس، إذ أنه خُصِّص لتحقيق المساواة بين الجنسين وتمكين جميع النساء والفتيات.

## الأهداف والتحدّيات

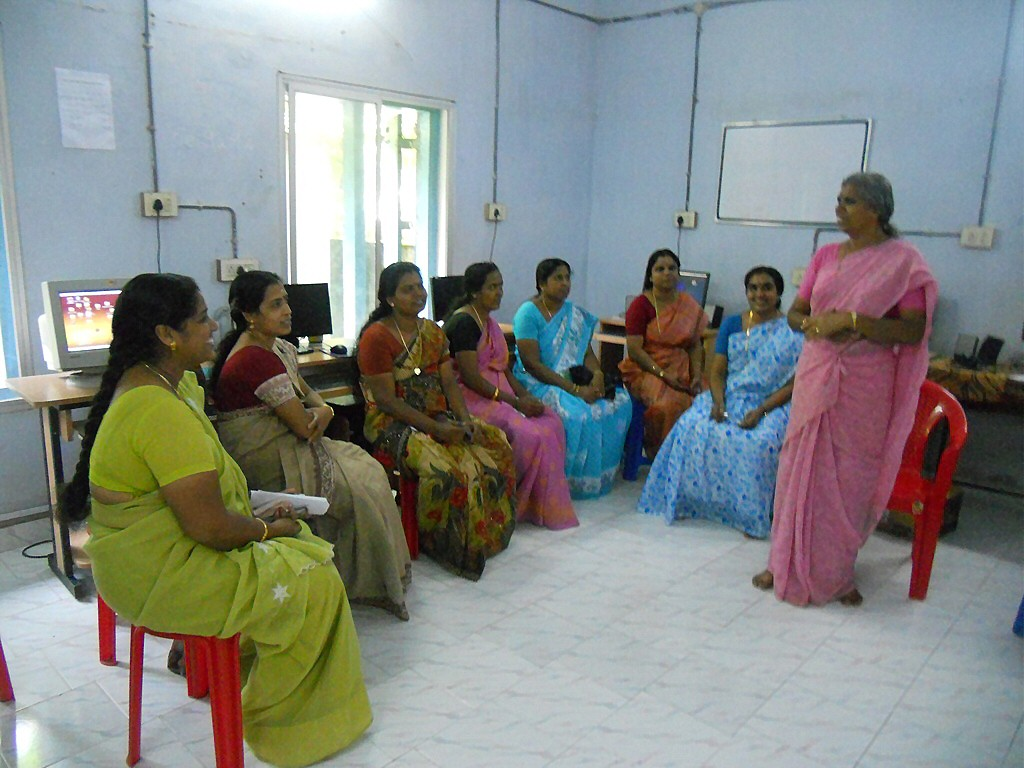
نساء يتلقين درساً في التثقيف الصحيَّ في الهند

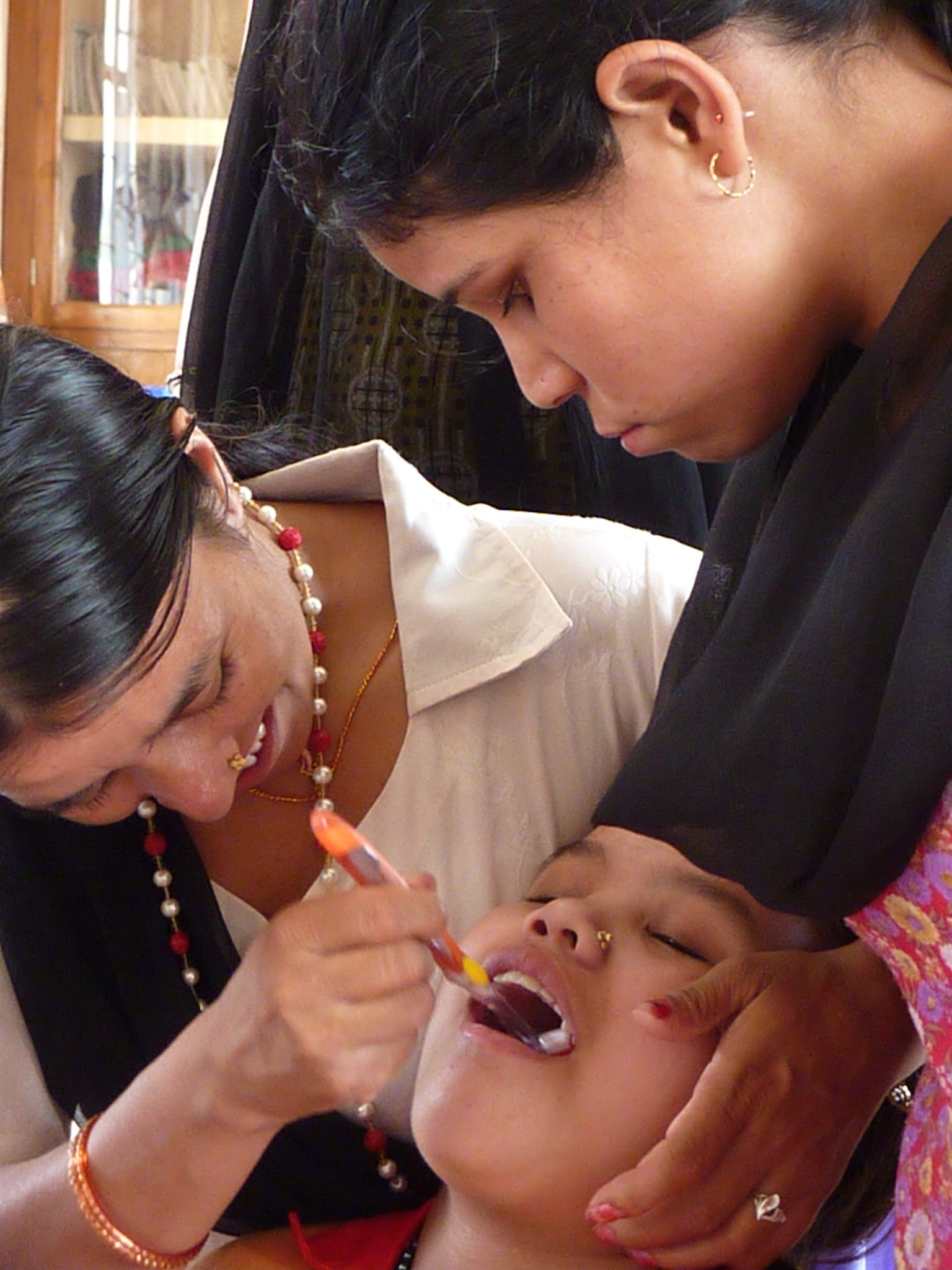
تدريب امرأة ريفيّة على أنشطة تعزيز الصحة الفمويّة في نيبال

تُعتبر الأبحاث العلميّة إحدى الوسائل الأكثر أهميّة في تحسين صحة المرأة عالمياً. يتطلَّب إجراء مثل هذه الأبحاث توفُّر الحالات المرضيّة النادرة والحالات الخطرة عند المرأة، بالإضافة إلى الحالات التي تكشف عن اختلافات عوامل الخطورة بين الرجال والنساء. كما ينبغي الموازنة بين الجنسين في هذه الأبحاث بشكل يسمح بتحليل البيانات بما يكشف عن التداخلات بين النوع الاجتماعيّ والعوامل الأُخرى. يقترح جرونسكي وشندلر أن المجلات العلميّة وثَّقت النوع الاجتماعيّ كشرط عند التبليغ عن نتائج دراسات الحيوانات، وأن تطلب الوكالات المُموِّلة تبريراً من الباحثين عند وجود عدم مساواة أو تمييز في الجندر في مقترحات المنح، وأن تقوم هذه الوكالات الأفضليّة للأبحاث الشاملة. كما يقترح الباحثان جرونسكي وشندلر بأن يكون دور المنظمات الصحيّة تشجيع النساء على الالتحاق بالأبحاث السريريّة. على أي حال، فقد أُحرز تقدُّم في الدراسات واسعة النطاق كتلك التي تقوم بها منظمة الصحة العالميّة، وفي عام 2006 قامت جمعيّة أبحاث صحة النساء (الإنجليزيّة: Society for Women's Health Research) بتمويل منظمة دراسات اختلافات الجنس (الإنجليزيّة: Organization for the Study of Sex Differences) ومجلة بيولوجيا الاختلافات الجنسيّة (الإنجليزيّة: Biology of Sex Differences) لتقوم بالمزيد من الدراسات للاختلافات بين الجنسين.

قد تستغرق نتائج الأبحاث بعضَ الوقت حتَّى تُطبَّق بشكل روتينيّ في الممارسات السريريّة. يحتاج الطب السريريّ لدمج المعلومات المتوفّرة من الدراسات البحثيّة فيما يتعلَّق بكيفيّة تأثير الأمراض على النساء والرجال بشكل مختلف. بالإضافة إلى ما سبق، لم يتم تحديد العديد من القيم المخبريّة «الطبيعيّة» بشكل صحيح بالنسبة للإناث بشكل منفصل عن الرجال، كما هو الحال في المعايير «الطبيعيّة» للنمو والتطوّر. كما تحتاج الجرعات الدوائيّة والاستقلاب الدوائيّ بالحسبان.
على الصعيد العالميّ، ما يزال وصول النساء إلى الرعاية الصحيّة تحدياً في كلٍّ من البلدان النامية والمُتقدّمة، ففي الولايات المتحدة، وقبل بدء سريان قانون الرعاية الصحية الميسرة، كان 25% من النساء في سن الإنجاب يفتقرن للتأمين الصحيّ. وفي ظل غياب التأمين الكافي، لا تقوم النساء على الأرجح بالخطوات الهامة للرعاية الذاتيّة كالفحص البدنيّ الروتينيّ والتقصيّ والاختبارات الوقائيّة والرعاية الصحيّة قبل الولادة. كما يتفاقم الوضع بإدراك حقيقة أن النساء اللواتي يعشن تحت خط الفقر أكثر عُرضةً للحمل غير المخطط له وبالتالي الولادة والإجهاض الاختياريّ. إضافةً إلى العبء الماليّ ونقص التعليم وضعف القدرة على الانتقال إلى أماكن أُخرى قد تحظى فيها المرأة برعاية صحيّة أفضل أو أقل كلفةً أو... وأوقات العمل غير المرنة وصعوبات الحصول على رعاية خارجيّة للأطفال. إذ تخلق هذه العوامل حواجزاً أمام المرأة تمنعها من الوصول للرعاية الصحيّة الملائمة. وتكون هذه المشكلات في البلدان النامية بشكل أسوء مما هي عليه في البلدان المُتقدّمة. حيث أن أقل من 50% من حالات الولادة في الدول النامية يقوم عليها مُقدّمو رعاية صحيّة (كالأطباء والممرضات والقابلات) مما يرفع نسب الوفيات الولاديّة بين الأمهات حتى نسبة حالة وفاة واحدة مُقابل ألف حالة ولادة. يحدث هذا رغم وضع منظمة الصحة العالميّة لمعايير صحيّة تتعلق بالأمر كإجراء أربع زيارات لمُقدّم الرعاية الصحيّة قبل الولاديّة. كما تساهم عوامل نقص عدد مُقدِّمي الرعاية الصحيّة والتسهيلات اللوجستيّة والإجرائيّة والموارد (حتى فيما يتعلّق بالمعلومات ككتيبات الوصفات الدوائيّة)، جميعها في رفع معدلات المرض بين النساء في حالات مرضيّة يمكن تجنُّبها والوقاية منها كالنواسير الولاديّة والأمراض المنقولة جنسياً وسرطان عنق الرحم.
ضُمِّنَت هذه التحديات في أهداف مكتب أبحاث صحة النساء (الإنجليزيّة: Office of Research on Women's Health) في الولايات المتحدة تحت بند تسهيل وصول النساء إلى وظائفَ في الطب الحيويّ. إذ يعتقد المكتب أن إحدى أفضل الطرق لتعزيز الأبحاث المُتعلّقة بصحة المرأة هو زيادة نسبة النساء المُشاركات في الرعاية الصحيّة والأبحاث الصحيّة، بالإضافة إلى وصول النساء إلى مراتب قياديّة في الحكومة ومراكز التعليم العالي وفي القطاع الخاص. إلا أن المكتب يُقرّ بالسقف الخفيّ الذي يحدّ من وصول النساء في المهن والمجالات العلميّة والحصول على موارد (بكافة أشكالها) عبر تمويلات المنح ولاسيّما في الأجور ومجال المختبرات. تقول مؤسسة العلوم الوطنيّة في الولايات المتحدة أن النساء يحصلن على نصف شهادات الدكتوراه فقط في مجالات العلوم والهندسة، ولا يشغلن سوى 21% من مناصب الأساتذة المُتفرّغين في العلوم وقُرابة 5% فقط في الهندسة، بينما تحصلن على 82% فقط من أجوز زملائهن الذكور. جديرٌ بالذكر انخفاض الأرقام السابقة في أوروبا.

### صحة المرأة بحسب البلد
- صحة المرأة في إثيوبيا
- صحة المرأة في الهند

### منشورات(بالإنجليزية)
- Global Library of Women's Medicine
- Health Care for Women International
- Journal of Women's Health
- Our Bodies, Ourselves
- Women & Health
- Women's Health Issues

### الندوات والسلاسل
- "14th Bergmeyer Conference on Women's Health". Scandinavian Journal of Clinical and Laboratory Investigation. ج. 74 ع. sup244: 1–94. أغسطس 2014. مؤرشف من الأصل في 2020-03-02.
- "Inclusion of women and minorities in clinical research". Academic Medicine  [لغات أخرى]‏. ج. 69 ع. 9. سبتمبر 1994. مؤرشف من الأصل في 2018-10-30.{{استشهاد بدورية محكمة}}:  صيانة الاستشهاد: علامات ترقيم زائدة (link)
- "Maternal survival (5 articles)". ذا لانسيت. ج. 368. سبتمبر–أكتوبر 2006. مؤرشف من الأصل في 2014-08-22.

### مقالات
- Arbyn، M.؛ Castellsague، X.؛ de Sanjose، S.؛ Bruni، L.؛ Saraiya، M.؛ Bray، F.؛ Ferlay، J. (6 أبريل 2011). "Worldwide burden of cervical cancer in 2008". Annals of Oncology. ج. 22 ع. 12: 2675–2686. DOI:10.1093/annonc/mdr015. PMID:21471563.
- Carnes، Molly؛ Morrissey، Claudia؛ Geller، Stacie E. (نوفمبر 2008). "Women's Health and Women's Leadership in Academic Medicine: Hitting the Same Glass Ceiling?". Journal of Women's Health. ج. 17 ع. 9: 1453–1462. DOI:10.1089/jwh.2007.0688. PMC:2586600. PMID:18954235.
- Charney، Pamela (أغسطس 2000). "Women's health: An Evolving Mosaic" (PDF). Journal of General Internal Medicine. ج. 15 ع. 8: 600–602. DOI:10.1046/j.1525-1497.2000.00623.x. PMC:1495581. PMID:10940153. مؤرشف من الأصل (PDF) في 2020-03-14.
- Charney، Pamela (4 ديسمبر 2001). "Coronary Artery Disease in Young Women: The Menstrual Cycle and Other Risk Factors". Annals of Internal Medicine. ج. 135 ع. 11: 1002–1004. DOI:10.7326/0003-4819-135-11-200112040-00013.
- Clancy، Carolyn M.؛ Massion، Charlea T. (14 أكتوبر 1992). "American Women's Health Care. A Patchwork Quilt With Gaps". JAMA. ج. 268 ع. 14: 1918–1920. DOI:10.1001/jama.1992.03490140126048. PMID:1404719. مؤرشف من الأصل في 2016-09-20.
- Coney، Sandra؛ Bunkle، Phillida (يونيو 1987). "An Unfortunate Experiment at National Women's" (PDF). Metro. Auckland. ص. 47–65. مؤرشف من الأصل (PDF) في 2020-01-16. اطلع عليه بتاريخ 2016-08-23.
- Ellsberg، M. (سبتمبر 2006). "Violence against women and the Millennium Development Goals: Facilitating women's access to support". International Journal of Gynecology & Obstetrics. ج. 94 ع. 3: 325–332. DOI:10.1016/j.ijgo.2006.04.021. مؤرشف من الأصل في 2020-03-14.
- Friedman، Arnold J.؛ Chen، Zhao؛ Ford، Patricia؛ Johnson، Cynda Ann؛ Lopez، Ana Maria؛ Shander، Aryeh؛ Waters، Jonathan H.؛ van Wyck، David (ديسمبر 2012). "Iron Deficiency Anemia in Women Across the Life Span". Journal of Women's Health. ج. 21 ع. 12: 1282–1289. DOI:10.1089/jwh.2012.3713.
- Gahagan، Jacqueline؛ Gray، Kimberly؛ Whynacht، Ardath (2015). "Sex and gender matter in health research: addressing health inequities in health research reporting". International Journal for Equity in Health. ج. 14 ع. 1: 12. DOI:10.1186/s12939-015-0144-4.{{استشهاد بدورية محكمة}}:  صيانة الاستشهاد: دوي مجاني غير معلم (link)
- Gahagan، Jacqueline (15 أغسطس 2016). "Commentary on the new sex and gender editorial policy of the Canadian Journal of Public Health". Canadian Journal of Public Health. ج. 107 ع. 2: 140. DOI:10.17269/cjph.107.5584. {{استشهاد بدورية محكمة}}: الوسيط غير المعروف |laysummary= تم تجاهله (مساعدة)
- García-Moreno، Claudia؛ Amin، Avni (1 مايو 2016). "The sustainable development goals, violence and women's and children's health". Bulletin of the World Health Organization. ج. 94 ع. 5: 396–397. DOI:10.2471/blt.16.172205. مؤرشف من الأصل في 2018-10-22.
- Geller، Stacie E.؛ Adams، Marci Goldstein؛ Carnes، Molly (ديسمبر 2006). "Adherence to Federal Guidelines for Reporting of Sex and Race/Ethnicity in Clinical Trials". Journal of Women's Health. ج. 15 ع. 10: 1123–1131. DOI:10.1089/jwh.2006.15.1123.
- Geller، Stacie E.؛ Koch، Abby؛ Pellettieri، Beth؛ Carnes، Molly (مارس 2011). "Inclusion, Analysis, and Reporting of Sex and Race/Ethnicity in Clinical Trials: Have We Made Progress?". Journal of Women's Health. ج. 20 ع. 3: 315–320. DOI:10.1089/jwh.2010.2469.
- Gronowski، Ann M.؛ Schindler، Emily I. (2014). "Women's Health". Scand J Clin Lab Invest Suppl. ج. 244: 2–7. DOI:10.3109/00365513.2014.936672. PMID:25083885.{{استشهاد بدورية محكمة}}:  صيانة الاستشهاد: ref duplicates default (link), in Bergmeyer (2014)
- Inhorn، Marcia C. (سبتمبر 2006). "Defining Women's Health: A Dozen Messages from More than 150 Ethnographies" (PDF). Medical Anthropology Quarterly. ج. 20 ع. 3: 345–378. DOI:10.1525/maq.2006.20.3.345. مؤرشف من الأصل (PDF) في 2015-05-28.
- Kim، Esther S.H.؛ Carrigan، Thomas P.؛ Menon، Venu (أغسطس 2008). "Enrollment of Women in National Heart, Lung, and Blood Institute-Funded Cardiovascular Randomized Controlled Trials Fails to Meet Current Federal Mandates for Inclusion". Journal of the American College of Cardiology. ج. 52 ع. 8: 672–673. DOI:10.1016/j.jacc.2008.05.025.
- Koplan، Jeffrey P؛ Bond، T Christopher؛ Merson، Michael H؛ Reddy، K Srinath؛ Rodriguez، Mario Henry؛ Sewankambo، Nelson K؛ Wasserheit، Judith N (يونيو 2009). "Towards a common definition of global health". ذا لانسيت. ج. 373 ع. 9679: 1993–1995. DOI:10.1016/S0140-6736(09)60332-9. PMID:19493564.
- Kozhimannil، Katy Backes؛ Abraham، Jean M.؛ Virnig، Beth A. (مارس 2012). "National Trends in Health Insurance Coverage of Pregnant and Reproductive-Age Women, 2000 to 2009". Women's Health Issues  [لغات أخرى]‏. ج. 22 ع. 2: e135–e141. DOI:10.1016/j.whi.2011.12.002.{{استشهاد بدورية محكمة}}:  صيانة الاستشهاد: علامات ترقيم زائدة (link)
- Liu، Katherine A.؛ DiPietro Mager، Natalie A. (31 مارس 2016). "Women's involvement in clinical trials: historical perspective and future implications". Pharmacy Practice. ج. 14 ع. 1: 708–708. DOI:10.18549/PharmPract.2016.01.708. PMC:4800017. PMID:27011778.
- McCarthy، CR (1994). "Historical background of clinical trials involving women and minorities". Acad Med. ج. 69: 695–698. DOI:10.1097/00001888-199409000-00002. PMID:8074757.{{استشهاد بدورية محكمة}}:  صيانة الاستشهاد: ref duplicates default (link), in Academic Medicine (1994)
- Macfarlane، Sarah B؛ Jacobs، Marian؛ Kaaya، Ephata E (10 ديسمبر 2008). "In the Name of Global Health: Trends in Academic Institutions". Journal of Public Health Policy. ج. 29 ع. 4: 383–401. DOI:10.1057/jphp.2008.25. PMID:19079297.
- Manson، JoAnn E.؛ Chlebowski، Rowan T.؛ Stefanick، Marcia L.؛ Aragaki، Aaron K.؛ Rossouw، Jacques E.؛ Prentice، Ross L.؛ Anderson، Garnet؛ Howard، Barbara V.؛ Thomson، Cynthia A.؛ LaCroix، Andrea Z.؛ Wactawski-Wende، Jean؛ Jackson، Rebecca D.؛ Limacher، Marian؛ Margolis، Karen L.؛ Wassertheil-Smoller، Sylvia؛ Beresford، Shirley A.؛ Cauley، Jane A.؛ Eaton، Charles B.؛ Gass، Margery؛ Hsia، Judith؛ Johnson، Karen C.؛ Kooperberg، Charles؛ Kuller، Lewis H.؛ Lewis، Cora E.؛ Liu، Simin؛ Martin، Lisa W.؛ Ockene، Judith K.؛ O'sullivan، Mary Jo؛ Powell، Lynda H.؛ Simon، Michael S.؛ Van Horn، Linda؛ Vitolins، Mara Z.؛ Wallace، Robert B. (2 أكتوبر 2013). "Menopausal Hormone Therapy and Health Outcomes During the Intervention and Extended Poststopping Phases of the Women's Health Initiative Randomized Trials". JAMA. ج. 310 ع. 13: 1353. DOI:10.1001/jama.2013.278040.
- Marshall، N. L.؛ Tracy، A. J. (2009). "After the Baby: Work-Family Conflict and Working Mothers' Psychological Health". Family Relations. ج. 58 ع. 4: 380–391. DOI:10.1111/j.1741-3729.2009.00560.x. مؤرشف من الأصل في 2022-04-14.
- Marshall، Nancy L. Employment and women's health. ص. 46–63. مؤرشف من الأصل في 2018-06-18. اطلع عليه بتاريخ 2016-07-13., in Spiers et al (2013)
- Murray-Kolb، LE؛ Beard، JL (مارس 2007). "Iron treatment normalizes cognitive functioning in young women". المجلة الأمريكية للتغذية العلاجية. ج. 85 ع. 3: 778–87. PMID:17344500.
- Norsigian، Judy. Women and National Health Care Reform: A Progressive Feminist Agenda. ص. 111–117. DOI:10.4135/9781483327099.n11. مؤرشف من الأصل في 2018-06-18., in Dan (1994)
- Nour، Nawal M. (2014). "Global women's health – A global perspective". Scandinavian Journal of Clinical and Laboratory Investigation. ج. 74: 8–12. DOI:10.3109/00365513.2014.936673.{{استشهاد بدورية محكمة}}:  صيانة الاستشهاد: ref duplicates default (link), in Bergmeyer (2014)
- Pimenta، Jeanne M؛ Galindo، Claudia؛ Jenkins، David؛ Taylor، Sylvia M (21 نوفمبر 2013). "Estimate of the global burden of cervical adenocarcinoma and potential impact of prophylactic human papillomavirus vaccination". BMC Cancer. ج. 13 ع. 1. DOI:10.1186/1471-2407-13-553.{{استشهاد بدورية محكمة}}:  صيانة الاستشهاد: دوي مجاني غير معلم (link)
- Pinn، VW (1994). "The role of the NIH's Office of Research on Women's Health". Acad Med. ج. 69: 698–702. PMID:8074758.{{استشهاد بدورية محكمة}}:  صيانة الاستشهاد: ref duplicates default (link), in Academic Medicine (1994)
- Public Health Service Task Force on Women's Health Issues (يناير–فبراير 1985). "Women's health. Report of the Public Health Service Task Force on Women's Health Issues". Public Health Reports. ج. 100 ع. 1: 73–106. PMC:1424718. PMID:3918328.
- Royal Thai College of Obstetricians and Gynaecologists؛ JHPIEGO Corporation Cervical Cancer Prevention Group (مارس 2003). "Safety, acceptability, and feasibility of a single-visit approach to cervical-cancer prevention in rural Thailand: a demonstration project". ذا لانسيت. ج. 361 ع. 9360: 814–820. DOI:10.1016/S0140-6736(03)12707-9.
- Schiebinger، Londa (1 أكتوبر 2003). "Women's health and clinical trials". Journal of Clinical Investigation. ج. 112 ع. 7: 973–977. DOI:10.1172/JCI19993.
- Shen، Helen (6 مارس 2013). "Inequality quantified: Mind the gender gap". نيتشر (مجلة). ج. 495 ع. 7439: 22–24. DOI:10.1038/495022a. PMID:23467149. مؤرشف من الأصل في 2020-01-24.
- Siegel، Rebecca؛ Naishadham، Deepa؛ Jemal، Ahmedin (يناير 2012). "Cancer statistics, 2012".   [لغات أخرى]‏. ج. 62 ع. 1: 10–29. DOI:10.3322/caac.20138. {{استشهاد بدورية محكمة}}: تأكد من صحة قيمة |صحيفة= (مساعدة)صيانة الاستشهاد: علامات ترقيم زائدة (link)
- Siegel، Rebecca L.؛ Miller، Kimberly D.؛ Jemal، Ahmedin (يناير 2016). "Cancer statistics, 2016".   [لغات أخرى]‏. ج. 66 ع. 1: 7–30. DOI:10.3322/caac.21332. {{استشهاد بدورية محكمة}}: تأكد من صحة قيمة |صحيفة= (مساعدة)صيانة الاستشهاد: علامات ترقيم زائدة (link)}
- Stevens، Gretchen A؛ Mathers، Colin D؛ Beard، John R (1 سبتمبر 2013). "Global mortality trends and patterns in older women". Bulletin of the World Health Organization. ج. 91 ع. 9: 630–639. DOI:10.2471/BLT.12.109710.
- Turshen، Meredeth؛ Koblinsky، Marge؛ Timyan، Judith؛ Gay، Jill (ديسمبر 1994). "The Health of Women: A Global Perspective". Journal of Public Health Policy. ج. 14 ع. 3: 366. DOI:10.2307/3343047. مؤرشف من الأصل في 2018-06-18.
- Vickers، M. R؛ MacLennan، A. H؛ Lawton، B.؛ Ford، D.؛ Martin، J.؛ Meredith، S. K؛ DeStavola، B. L؛ Rose، S.؛ Dowell، A.؛ Wilkes، H. C؛ Darbyshire، J. H؛ Meade، T. W (4 أغسطس 2007). "Main morbidities recorded in the women's international study of long duration oestrogen after menopause (WISDOM): a randomised controlled trial of hormone replacement therapy in postmenopausal women". المجلة الطبية البريطانية. ج. 335 ع. 7613: 239–239. DOI:10.1136/bmj.39266.425069.AD. PMC:1939792. PMID:17626056.
- Watts، Charlotte؛ Zimmerman، Cathy (أبريل 2002). "Violence against women: global scope and magnitude". ذا لانسيت. ج. 359 ع. 9313: 1232–1237. DOI:10.1016/S0140-6736(02)08221-1. PMID:11955557.
- Young، Ian S. (2014). "Foreword". Scandinavian Journal of Clinical and Laboratory Investigation. ج. 74: 1. DOI:10.3109/00365513.2014.936671.{{استشهاد بدورية محكمة}}:  صيانة الاستشهاد: ref duplicates default (link), in Bergmeyer (2014)

#### الصحة الإنجابيّة والجنسيّة
- Aedy، Thomas (12 أبريل 2016). "Ending child marriage: can we achieve this SDG?". Development Progress. مؤرشف من الأصل في 2016-11-01. اطلع عليه بتاريخ 2016-08-07., in Development Progress (2016)
- Bruinvels، G؛ Burden، R J؛ McGregor، A J؛ Ackerman، K E؛ Dooley، M؛ Richards، T؛ Pedlar، C (6 يونيو 2016). "Sport, exercise and the menstrual cycle: where is the research?". British Journal of Sports Medicine: bjsports-2016-096279. DOI:10.1136/bjsports-2016-096279.
- Chandra، A؛ Copen، CE؛ Stephen، EH (14 أغسطس 2013). "Infertility and impaired fecundity in the United States, 1982–2010: data from the National Survey of Family Growth" (PDF). National Health Statistics Reports ع. 67: 1–18, 1 p following 19. PMID:24988820. مؤرشف من الأصل (PDF) في 2020-02-26.
- Darroch، Jacqueline E؛ Singh، Susheela (مايو 2013). "Trends in contraceptive need and use in developing countries in 2003, 2008, and 2012: an analysis of national surveys". ذا لانسيت. ج. 381 ع. 9879: 1756–1762. DOI:10.1016/S0140-6736(13)60597-8. PMID:23683642.
- Forman، David؛ de Martel، Catherine؛ Lacey، Charles J.؛ Soerjomataram، Isabelle؛ Lortet-Tieulent، Joannie؛ Bruni، Laia؛ Vignat، Jerome؛ Ferlay، Jacques؛ Bray، Freddie؛ Plummer، Martyn؛ Franceschi، Silvia (نوفمبر 2012). "Global Burden of Human Papillomavirus and Related Diseases". Vaccine. ج. 30: F12–F23. DOI:10.1016/j.vaccine.2012.07.055.
- Ganatra، Bela؛ Tunçalp، Özge؛ Johnston، Heidi Bart؛ Johnson Jr، Brooke R؛ Gülmezoglu، Ahmet Metin؛ Temmerman، Marleen (1 مارس 2014). "From concept to measurement: operationalizing WHO's definition of unsafe abortion". Bulletin of the World Health Organization. ج. 92 ع. 3: 155–155. DOI:10.2471/BLT.14.136333.
- Nour، NM (أبريل 2004). "Female genital cutting: clinical and cultural guidelines". Obstetrical & gynecological survey. ج. 59 ع. 4: 272–279. DOI:10.1097/01.ogx.0000118939.19371.af. PMID:15024227.
- Nour، Nawal (2006). "Health Consequences of Child Marriage in Africa". الأمراض المعدية الناشئة. ج. 12 ع. 11: 1644–1649. DOI:10.3201/eid1211.060510. PMC:3372345. PMID:17283612.
- Nour، Nawal M.؛ Michels، Karin B.؛ Bryant، Ann E. (يوليو 2006). "Defibulation to Treat Female Genital Cutting". أمراض النساء والتوليد. ج. 108 ع. 1: 55–60. DOI:10.1097/01.AOG.0000224613.72892.77. PMID:16816056.
- Peterson، Herbert B؛ Darmstadt، Gary L؛ Bongaarts، John (مايو 2013). "Meeting the unmet need for family planning: now is the time". ذا لانسيت. ج. 381 ع. 9879: 1696–1699. DOI:10.1016/S0140-6736(13)60999-X. PMID:23683620.
- Sedgh، Gilda؛ Bearak، Jonathan؛ Singh، Susheela؛ Bankole، Akinrinola؛ Popinchalk، Anna؛ Ganatra، Bela؛ Rossier، Clémentine؛ Gerdts، Caitlin؛ Tunçalp، Özge؛ Johnson، Brooke Ronald؛ Johnston، Heidi Bart؛ Alkema، Leontine (يوليو 2016). "Abortion incidence between 1990 and 2014: global, regional, and subregional levels and trends". ذا لانسيت. ج. 388 ع. 10041: 258–267. DOI:10.1016/S0140-6736(16)30380-4. PMC:5498988. PMID:27179755.
- Sunderam، Saswati؛ Kissin، Dmitry M.؛ Crawford، Sara B.؛ Folger، Suzanne G.؛ Jamieson، Denise J.؛ Warner، Lee؛ Barfield، Wanda D. (4 ديسمبر 2015). "Assisted Reproductive Technology Surveillance —  United States, 2013". MMWR. Surveillance Summaries. ج. 64 ع. 11: 1–25. DOI:10.15585/mmwr.ss6411a1.
- Sunderam، Saswati؛ Kissin، Dmitry M.؛ Crawford، Sara B.؛ Folger، Suzanne G.؛ Jamieson، Denise J.؛ Warner، Lee؛ Barfield، Wanda D. (6 ديسمبر 2013). "Assisted Reproductive Technology Surveillance —  United States, 2010". MMWR. Surveillance Summaries. ج. 62 ع. 9: 1–24. مؤرشف من الأصل في 2018-04-18. اطلع عليه بتاريخ 2016-07-17.

#### الصحة النفاسيّة
- Filippi، Véronique؛ Ronsmans، Carine؛ Campbell، Oona MR؛ Graham، Wendy J؛ Mills، Anne؛ Borghi، Jo؛ Koblinsky، Marjorie؛ Osrin، David (أكتوبر 2006). "Maternal health in poor countries: the broader context and a call for action". ذا لانسيت. ج. 368 ع. 9546: 1535–1541. DOI:10.1016/S0140-6736(06)69384-7. PMID:17071287. مؤرشف من الأصل في 2013-10-21.
- Hansen، Christian Holm؛ Schellenberg، Joanna R M Armstrong (يناير 2016). "Modest global achievements in maternal survival: more focus on sub-Saharan Africa is needed". ذا لانسيت. ج. 387 ع. 10017: 410–411. DOI:10.1016/S0140-6736(16)00099-4. PMID:26869551.
- Joint Commission (26 يناير 2010). "Preventing maternal death" (PDF). Sentinel Event Alert ع. 44. مؤرشف من الأصل (PDF) في 2017-05-10.
- Rosenfield، Allan؛ Maine، Deborah؛ Freedman، Lynn (سبتمبر 2006). "Meeting MDG-5: an impossible dream?". ذا لانسيت. ج. 368 ع. 9542: 1133–1135. DOI:10.1016/S0140-6736(06)69386-0. PMID:17011925.
- Say، Lale؛ Chou، Doris؛ Gemmill، Alison؛ Tunçalp، Özge؛ Moller، Ann-Beth؛ Daniels، Jane؛ Gülmezoglu، A Metin؛ Temmerman، Marleen؛ Alkema، Leontine (يونيو 2014). "Global causes of maternal death: a WHO systematic analysis". ذا لانسيت Global Health. ج. 2 ع. 6: e323–e333. DOI:10.1016/S2214-109X(14)70227-X. PMID:25103301.

### كتب
- Barmak، Sarah (2016). Closer: Notes from the Orgasmic Frontier of Female Sexuality. Toronto: Coach. ISBN:9781552453230. مؤرشف من الأصل في 2016-08-11.
- Boyd-Judson، Lyn؛ James، Patrick، المحررون (2014). Women's global health norms and state policies. Lanham: Lexington Books. ISBN:9780739188897. مؤرشف من الأصل في 2020-03-02.
- Crowell، Nancy A.؛ Burgess، Ann W.، المحررون (1996). Understanding Violence Against Women. DC: دار نشر الأكاديميات الوطنية. ISBN:9780309588812. مؤرشف من الأصل في 2018-07-06.
- Dan، Alice J.، المحرر (1994). Reframing women's health multidisciplinary research and practice. Thousand Oaks, CA: Sage Publications. ISBN:9781452255200. مؤرشف من الأصل في 2020-03-02.
- Grant، Nicole J. (1992). The Selling of contraception : the Dalkon Shield case, sexuality, and women's autonomy. Columbus: Ohio State University Press. ISBN:978-0814205723. مؤرشف من الأصل في 2020-03-02.
- Hart، Tanya (2015). Health in the City: Race, Poverty, and the Negotiation of Women's Health in New York City, 1915–1930. NYU Press. ISBN:9781479873067. مؤرشف من الأصل في 2020-03-02.
- Koblinsky، Marje؛ Timyan، Judith؛ Gay، Jill، المحررون (1993). The health of women: a global perspective. Boulder, San Francisco: Westview Press. ISBN:9780813316086. مؤرشف من الأصل في 2020-04-06.
- Lewis، Judith A.؛ Bernstein، Judith (1996). Women's Health: A Relational Perspective Across the Life Cycle. Sudbury, Mass.: Jones & Bartlett Learning. ISBN:9780867204858. مؤرشف من الأصل في 2020-03-02.
- Loue، Sana؛ Sajatovic، Martha، المحررون (2004). Encyclopedia of woment's health. New York: Kluwer Academic/Plenum Publishers. ISBN:9780306480737. مؤرشف من الأصل في 2020-03-02.
- Nelson، Jennifer (2015). More Than Medicine: A History of the Feminist Women's Health Movement. New York University Press. ISBN:978-0-8147-6290-5. مؤرشف من الأصل في 2020-03-02.
- Pringle، Rosemary (1998). Sex and medicine: gender, power and authority in the medical profession. Cambridge: Cambridge Univ. Press. ISBN:9780521578127. مؤرشف من الأصل في 2020-03-02.
- Regitz-Zagrosek، Vera، المحرر (2012). Sex and gender differences in pharmacology. Berlin: Springer. ISBN:9783642307256. مؤرشف من الأصل في 2020-03-02.
- Senie، Ruby T.، المحرر (2014). Epidemiology of women's health. Burlington, MA: Jones & Bartlett Learning. ISBN:9780763769857. مؤرشف من الأصل في 2020-03-02.
- Spiers، Mary V.؛ Geller، Pamela A.؛ Kloss، Jacqueline D.، المحررون (2013). Women's Health Psychology. Hoboken, NJ: Wiley. ISBN:9781118415511. مؤرشف من الأصل في 2020-03-02.
- Seaman، Barbara؛ Eldridge، Laura (2008). The No-Nonsense Guide to Menopause. New York: Simon and Schuster. ISBN:9781416564836. مؤرشف من الأصل في 2020-03-02.
- Stevens، Joyce (1995). Healing women: a history of Leichhardt Women's Community Health Centre. Leichhardt, N.S.W.: First Ten Years History Project. ISBN:0646259776. مؤرشف من الأصل في 2018-06-18. اطلع عليه بتاريخ 2016-07-14.
- Wolf، Naomi (2012). Vagina: a new biography. New York, New York: Ecco. ISBN:9780061989162. مؤرشف من الأصل في 2022-06-01. {{استشهاد بكتاب}}: الوسيط |ref=harv غير صالح (مساعدة)
- Young، Iris (2000). الشمولية والديمقراطية. Oxford New York: Oxford University Press. ISBN:9780198297550.

### فصول من كتب
- Galea، Sandro. Foreword. ص. ix–x. مؤرشف من الأصل في 2020-03-02., in Senie (2014)
- Rosenthal، Miriam B. Depression. ص. 358–360. DOI:10.1007/978-0-306-48113-0_120., in Loue & Sajatovic (2004)
- Stebbins، Tira B. Mental illness. ص. 820–822. DOI:10.1007/978-0-306-48113-0_274. مؤرشف من الأصل في 2020-03-02., in Loue & Sajatovic (2004)
- Varia، Nisha. Ending Child Mariage: Meeting the Global Development Goals’ Promise to Girls. ص. 33–40. مؤرشف من الأصل في 2019-12-30., in World Report (2016)

### تقارير ووثائق
- Action Plan for Women's Health. US Public Health Service Office on Women's Health. 2004. ISBN:9780788117893. مؤرشف من الأصل في 2020-03-02.
- Cartwright، Silvia (5 أغسطس 1988). The Report of the Committee of Inquiry into Allegations Concerning the Treatment of Cervical Cancer at National Women's Hospital and into Other Related Matters. Auckland: Government Printing Office. ISBN:0-473-00664-2. مؤرشف من الأصل في 2020-01-30.
- Committee on Women's Health Research, Institute of Medicine (2010). http%3A%2F%2Fwww.nap.edu%2Fdownload%2F12908 "Women's Health Research: Progress, Pitfalls, and Promise". Washington DC: دار نشر الأكاديميات الوطنية. ISBN:9780309153898. مؤرشف من http%3A%2F%2Fwww.nap.edu%2Fdownload%2F12908 الأصل في 2020-03-02. اطلع عليه بتاريخ 2016-07-24. {{استشهاد ويب}}: تحقق من قيمة |مسار أرشيف= (مساعدة) وتحقق من قيمة |مسار= (مساعدة)
- Johnson، Paula A.؛ Therese Fitzgerald، Therese؛ Salganicoff، Alina؛ Wood، Susan F.؛ Goldstein، Jill M. (3 مارس 2014). Sex-Specific Medical Research Why Women's Health Can’t Wait: A Report of the Mary Horrigan Connors Center for Women's Health & Gender Biology at Brigham and Women's Hospital (PDF). Boston MA: Mary Horrigan Connors Center for Women's Health & Gender Biology. مؤرشف من الأصل (PDF) في 2017-11-18.
- جراح عام للولايات المتحدة الامريكية  [لغات أخرى]‏ (2004). Bone Health and Osteoporosis: A Report of the Surgeon General. Rockville, MD: وزارة الصحة والخدمات البشرية الأمريكية. PMID:20945569. مؤرشف من الأصل في 2019-03-28. اطلع عليه بتاريخ 2016-07-18.{{استشهاد بكتاب}}:  صيانة الاستشهاد: أسماء عددية: قائمة المؤلفين (link) صيانة الاستشهاد: أسماء متعددة: قائمة المؤلفين (link) صيانة الاستشهاد: علامات ترقيم زائدة (link)
- Presler-Marshall، Elizabeth؛ Jones، Nicola (يونيو 2012). Charting the future: empowering girls to prevent early pregnancy (PDF). London: Overseas Development Institute أنقذوا الأطفال. مؤرشف من الأصل (PDF) في 2015-07-01.
- Singh، Susheela؛ Darroch، Jacqueline E. (يونيو 2012). Adding It Up: Costs and Benefits of Contraceptive Services Estimates for 2012 (PDF). NY: Guttmacher Institute صندوق الأمم المتحدة للسكان. مؤرشف من الأصل (PDF) في 2018-07-26. اطلع عليه بتاريخ 2016-09-07.
- Wood، Susan F.؛ Dor، Avi؛ Gee، Rebekah E.؛ Harms، Alison؛ Mauery، D. Richard؛ Rosenbaum، Sara J.؛ Tan، Ellen (15 يونيو 2009). Women's health and health care reform: the economic burden of disease in women’. Washington DC: George Washington University, School of Public Health and Health Services, جامعة جورج واشنطن. ج. D. Richard. مؤرشف من الأصل في 2016-09-19. اطلع عليه بتاريخ 2016-07-17.
- World Report 2016 (PDF). New York: هيومن رايتس ووتش. 2016. ISBN:978-1-60980-702-3. مؤرشف من الأصل (PDF) في 2019-06-17.

### الأمم المتحدة
- Biddlecom، Ann؛ Kantorová، Vladimíra؛ Kisambira، Stephen؛ Nahmias، Petra؛ Rafalimanana، Hantamalala (2015). Trends in Contraceptive Use Worldwide 2015 (PDF). New York: إدارة الأمم المتحدة للشؤون الاقتصادية والاجتماعية, United Nations. ISBN:978-92-1-057775-5. مؤرشف من الأصل (PDF) في 2020-02-14.
- Blum، Robert W؛ Gates، William H (2015). Girlhood, Not Motherhood: Preventing Adolescent Pregnancy (PDF). صندوق الأمم المتحدة للسكان. ISBN:978-0-89714-986-0. مؤرشف من الأصل (PDF) في 2020-02-09. اطلع عليه بتاريخ 2016-08-05.
- Garcia-Moreno، Claudia؛ Guedes، Alessandra؛ Knerr، Wendy (2012). Understanding and addressing  violence against women (PDF). منظمة الصحة العالمية منظمة الصحة للبلدان الأمريكية. مؤرشف من الأصل (PDF) في 2017-12-15.
- García-Moreno، Claudia؛ Pallitto، Christina؛ Devries، Karen؛ Stöckl، Heidi؛ Watts,، Charlotte؛ Abrahams، Naeemah (2013). Global and regional estimates of violence against women prevalence and health effects of intimate partner violence and non-partner sexual violence (PDF). Geneva: منظمة الصحة العالمية مدرسة لندن لحفظ الصحة وطب المناطق الحارة SAMRC. ISBN:978 92 4 156462 5. مؤرشف من الأصل (PDF) في 2017-12-15.{{استشهاد بكتاب}}:  صيانة الاستشهاد: علامات ترقيم زائدة (link)
- Ibañez، Ximena Andión؛ Phillips، Suzannah؛ Fine، Johanna؛ Shoranick، Tammy (2010). The right to contraceptive information and services for women and adolescents (PDF). Center for Reproductive Rights صندوق الأمم المتحدة للسكان. مؤرشف من الأصل (PDF) في 2018-04-17.
- Jones، Debra A (2007). Living Testimony: Obstetric Fistula and Inequities in Maternal Health (PDF). صندوق الأمم المتحدة للسكان. مؤرشف من الأصل (PDF) في 2018-04-17.
- Krug، Etienne G.؛ Dahlberg، Linda L.؛ Mercy، James A.؛ Zwi، Anthony B.؛ Lozano، Rafael، المحررون (2002). The World report on violence and health. Geneva: منظمة الصحة العالمية. ISBN:92-4-154561-5. مؤرشف من الأصل في 2022-06-02.
- Ricardo، Christine؛ Verani، Fabio (2010). Engaging Men and Boys in Gender Equality and Health: A global toolkit for action. صندوق الأمم المتحدة للسكان. ISBN:978-0-89714-909-9. مؤرشف من الأصل في 2015-09-07.
- Stewart، BW؛ Wild، CP، المحررون (2014). World Cancer Report 2014. Lyon: IARC منظمة الصحة العالمية. ISBN:978-92-832-0443-5. مؤرشف من الأصل في 2018-06-18.
- CSW (2013). Agreed conclusions: The elimination and prevention of all forms of violence against women and girls (PDF). المجلس الاقتصادي والاجتماعي للأمم المتحدة هيئة الأمم المتحدة للمرأة. مؤرشف من الأصل (PDF) في 2020-03-14. اطلع عليه بتاريخ 2016-08-24.{{استشهاد بكتاب}}:  صيانة الاستشهاد: ref duplicates default (link)
- UN (20 ديسمبر 1993). Declaration on the Elimination of Violence against Women. 48/104. الجمعية العامة للأمم المتحدة. مؤرشف من الأصل في 2019-08-16.{{استشهاد بكتاب}}:  صيانة الاستشهاد: ref duplicates default (link)
- UN (8 سبتمبر 2000). United Nations Millennium Declaration. 55/2. الجمعية العامة للأمم المتحدة. مؤرشف من الأصل في 2019-08-07.{{استشهاد بكتاب}}:  صيانة الاستشهاد: ref duplicates default (link)
- UN (2015). The Millennium Development Goals Report 2015 (PDF). New York: الأمم المتحدة. مؤرشف من الأصل (PDF) في 2020-01-03.
- UN (2015). Millennium Development Goal 3: Promote gender equality and empower women (PDF). New York: الأمم المتحدة. مؤرشف من الأصل (PDF) في 2018-08-20.
- UN (2015). Millennium Development Goal 5: Improve maternal health (PDF). New York: الأمم المتحدة. مؤرشف من الأصل (PDF) في 2020-02-06.
- UNFPA (فبراير 2016). Facing the Facts: Adolescent girls and contraception. مؤرشف من الأصل في 2019-05-21.
- UN Women. The Facts: Violence against Women & Millennium Development Goals (PDF). مؤرشف من الأصل (PDF) في 2020-01-11. اطلع عليه بتاريخ 2016-08-23.
- UN Women (يناير 2016). services-web.pdf?v=1&d=20160218T172301 Flagship Programme: Prevention and access to essential services to end violence against women (PDF). مؤرشف من الأصل (PDF) في 2020-03-14. {{استشهاد بكتاب}}: تحقق من قيمة |مسار أرشيف= (مساعدة)
- WHA (مايو 1996). Prevention of violence: a public health priority WHA49.25 (PDF). Geneva: منظمة الصحة العالمية. مؤرشف من الأصل (PDF) في 2016-03-04.
- WHO (يوليو 1997). Violence against women: Definition and scope of the problem (PDF). مؤرشف من الأصل (PDF) في 2018-11-30.
- WHO (2005). Addressing violence against women and achieving the Millennium Development Goals (PDF). Geneva: WHO: Department of Gender, Women and Health. مؤرشف من الأصل (PDF) في 2020-08-07.
- WHO (2005). The World Health Report 2005: Make every mother and child count. Geneva: WHO. ISBN:92 4 156290 0. مؤرشف من الأصل في 2019-11-17.{{استشهاد بكتاب}}:  صيانة الاستشهاد: ref duplicates default (link)
- WHO (2014). Trends in maternal mortality: 1990 to 2013 (PDF). WHO. ISBN:978 92 4 150722 6. مؤرشف من الأصل (PDF) في 2020-01-15. اطلع عليه بتاريخ 2016-08-02.
- WHO (أغسطس 2016). Child, early and forced  marriage legislation in 37 Asia-Pacific countries (PDF). منظمة الصحة العالمية IPU. ISBN:978 92 4 156504 2. مؤرشف من الأصل (PDF) في 2016-08-09. اطلع عليه بتاريخ 2016-08-05.

### مواقع ويب
- McGregor، Alyson (سبتمبر 2014). "Why medicine often has dangerous side effects for women". TED: Ideas worth spreading. مؤسسة سابلنج. مؤرشف من الأصل في 2019-08-14.
- Saslow، Debbie (30 يناير 2013). "Cervical Cancer is an International Issue". جمعية السرطان الأمريكية. مؤرشف من الأصل في 2018-04-17. اطلع عليه بتاريخ 2016-08-12.
- Arulkumaran، Sabaratnam (المحرر). "GLOWM: The Global Library of Women's Medicine". الإتحاد الدولي لطب النساء والتوليد (FIGO). مؤرشف من الأصل في 2019-07-14. اطلع عليه بتاريخ 2016-07-18.
- NLM (2015). "Women's Health". نظام فهرسة المواضيع الطبية (MeSH). مؤرشف من الأصل في 2016-03-16. اطلع عليه بتاريخ 2016-07-06.
- "The global NCD epidemic: shifting the definition of women's health and development". GHD. Global Health and Diplomacy. 2014. مؤرشف من الأصل في 2020-02-01.

### أخبار
- Barlow، Rich (28 مارس 2014). "Why Medical Research Often Ignores Women". BU Today. جامعة بوسطن. مؤرشف من الأصل في 2019-06-29. اطلع عليه بتاريخ 2016-07-21.
- Belluz، Julia (7 نوفمبر 2016). "Want to improve the health of women? Electing a female leader helps". Vox. مؤرشف من الأصل في 2018-06-18. اطلع عليه بتاريخ 2016-11-10.
- MacEachron، Allison (يوليو 2014). "Women's Health in the Post – 2015 World:  Ensuring No One is Left Behind" (PDF). BCUN News. Business Council for the United Nations. مؤرشف من الأصل (PDF) في 2016-08-11. اطلع عليه بتاريخ 2016-07-13.
- Paquette، Danielle (22 أكتوبر 2016). "Why your daughter may never need to buy a tampon". واشنطن بوست. مؤرشف من الأصل في 2018-06-18. اطلع عليه بتاريخ 2016-10-26.
- Rogers، Katie (18 أكتوبر 2016). "How to stop your period". نيويورك تايمز. مؤرشف من الأصل في 2018-04-17. اطلع عليه بتاريخ 2016-10-26.
- Roussy، Kas (6 يونيو 2016). "Women's period seen as barrier to medical research: 'Women are not just men with boobs and tubes,' researcher says". هيئة الإذاعة الكندية. مؤرشف من الأصل في 2019-08-06. اطلع عليه بتاريخ 2016-07-04.
- Roy، Eleanor Ainge (30 يوليو 2016). "New Zealand schoolgirls skip class because they can't afford sanitary items". الغارديان. مؤرشف من الأصل في 2018-04-17. اطلع عليه بتاريخ 2016-08-02.
- Rubli، Sabrina (12 ديسمبر 2014). "How Menstrual Cups Are Changing Lives in East Africa". The هافينغتون بوست. مؤرشف من الأصل في 2019-09-28. اطلع عليه بتاريخ 2016-08-02.

### أبحاث تتعلَّق بصحة المرأة
- "Black Women's Health Study". Boston University Sloane Epidemiology Centre. مؤرشف من الأصل في 2019-08-19. اطلع عليه بتاريخ 2016-07-21.
- "Jacobs Institute of Women's Health". Milken Institute School of Public Health. مؤرشف من الأصل في 2019-10-17. اطلع عليه بتاريخ 2016-07-20.
- "Nurses' Health Study". كلية تي أتش تشان للصحة العامة في جامعة هارفارد. 2016. مؤرشف من الأصل في 2020-02-23. اطلع عليه بتاريخ 2016-07-21.
- "Office of Research on Women's Health (ORWH)". معاهد الصحة الوطنية الأمريكية. 2016. مؤرشف من الأصل في 2020-02-18. اطلع عليه بتاريخ 2016-07-20.
- "Women's Health Initiative". المعهد الوطني للقلب والرئة والدم. 2010. مؤرشف من الأصل في 2017-12-18. اطلع عليه بتاريخ 2016-07-21.
- "Society for Women's Health Research". 2016. مؤرشف من الأصل في 2020-01-01. اطلع عليه بتاريخ 2016-07-20.
- "Women's Health Research Institute". جامعة نورث وسترن (إلينوي). مؤرشف من الأصل في 2019-07-17. اطلع عليه بتاريخ 2016-07-20.

### منظمات
- "The American Congress of Obstetricians and Gynecologists". 2016. مؤرشف من الأصل في 2020-03-01. اطلع عليه بتاريخ 2016-09-15. see الكلية الأمريكية لأطباء الأمراض النسائية والتوليد
- "Ending female genital mutilation to promote the achievement of the millennium development goals" (PDF). منظمة العفو الدولية. 2010. مؤرشف من الأصل (PDF) في 2016-09-18. اطلع عليه بتاريخ 2016-08-04.
- "Child marriage facts and figures". المركز الدولي لبحوث المرأة. 2015. مؤرشف من الأصل في 2020-02-25. اطلع عليه بتاريخ 2016-08-04.
- "Girl Summit 2014". UK وزارة التنمية الدولية. 2014. مؤرشف من الأصل في 2020-02-24. اطلع عليه بتاريخ 2016-08-06.
- "Office on Women's Health". وزارة الصحة والخدمات البشرية الأمريكية. 2012. مؤرشف من الأصل في 2019-10-04. اطلع عليه بتاريخ 2016-07-25.
  - "Girl Summit 2014". 2014. مؤرشف من الأصل في 2020-02-13. اطلع عليه بتاريخ 2016-08-06.
- "Girls not Brides". 2016. مؤرشف من الأصل في 2020-01-22. اطلع عليه بتاريخ 2016-08-06.
- "ICRW". المركز الدولي لبحوث المرأة. 2015. مؤرشف من الأصل في 2020-02-11. اطلع عليه بتاريخ 2016-08-07.
- "Human Rights Watch". 2016. مؤرشف من الأصل في 2020-03-01. اطلع عليه بتاريخ 2016-08-07. see هيومن رايتس ووتش
- "Development Progress". مؤرشف من الأصل في 2016-11-30. اطلع عليه بتاريخ 2016-08-07.
- "Overseas Development Institute". مؤرشف من الأصل في 2020-02-25. اطلع عليه بتاريخ 2016-09-13. see Overseas Development Institute
- "Save the Children". 2016. مؤرشف من الأصل في 2020-02-29. اطلع عليه بتاريخ 2016-09-14. see أنقذوا الأطفال
- "Women's Health Action". New Zealand. 2014. مؤرشف من الأصل في 2020-01-16. اطلع عليه بتاريخ 2016-08-23.

#### مقدمو رعاية صحيّة للمرأة
- "Ciel Benedetto: A History of the Santa Cruz Women's Health Center, 1985–2000". جامعة كاليفورنيا (سانتا كروز). 2016. مؤرشف من الأصل في 2019-12-13. اطلع عليه بتاريخ 2016-07-19.
- "Leichhardt Women's Community Health Centre". 2016. مؤرشف من الأصل في 2019-02-28. اطلع عليه بتاريخ 2016-07-14.
- "Shenandoah Women's Healthcare, Harrisonburg VA". مؤرشف من الأصل في 2020-02-11. اطلع عليه بتاريخ 2016-07-18.

##### الأمم المتحدة
- "United Nations". مؤرشف من الأصل في 2016-10-04. اطلع عليه بتاريخ 2016-08-01.
- "Millennium Development Goals and Beyond 2015". الأمم المتحدة. مؤرشف من الأصل في 2020-02-24. اطلع عليه بتاريخ 2016-07-31.
- "Sustainable Development Goals". الأمم المتحدة. مؤرشف من الأصل في 2020-02-24. اطلع عليه بتاريخ 2016-08-01.
- ECOSOC. "United Nations Economic and Social Council". الأمم المتحدة. مؤرشف من الأصل في 2020-01-03. اطلع عليه بتاريخ 2016-08-24.
- OHCHR. "Office of the United Nations High Commissioner for Human Rights". الأمم المتحدة. مؤرشف من الأصل في 2020-02-29. اطلع عليه بتاريخ 2016-08-05.
- UNDESA. "UN Department of Economic and Social Affairs". الأمم المتحدة. مؤرشف من الأصل في 2020-01-03. اطلع عليه بتاريخ 2016-09-10.
- UNFPA. "United Nations Population Fund". الأمم المتحدة. مؤرشف من الأصل في 2020-02-27. اطلع عليه بتاريخ 2016-07-31.
- UNICEF. "United Nations Children's Emergency Fund". United Nations. مؤرشف من الأصل في 2020-02-27. اطلع عليه بتاريخ 2016-08-01.
- UN Women (2016). "United Nations Entity for Gender Equality and the Empowerment of Women". United Nations. مؤرشف من الأصل في 2020-02-24. اطلع عليه بتاريخ 2016-08-16.{{استشهاد ويب}}:  صيانة الاستشهاد: ref duplicates default (link)
  - CSW (2016). "Commission on the Status of Women". المجلس الاقتصادي والاجتماعي للأمم المتحدة هيئة الأمم المتحدة للمرأة. مؤرشف من الأصل في 2020-03-01. اطلع عليه بتاريخ 2016-08-24.{{استشهاد ويب}}:  صيانة الاستشهاد: ref duplicates default (link)

###### منظمة الصحة العالمية
- WHO (2016). "World Health Organization". مؤرشف من الأصل في 2020-03-01.{{استشهاد ويب}}:  صيانة الاستشهاد: ref duplicates default (link)
  - WHO (1948). "WHO definition of Health". مؤرشف من الأصل (Preamble to the Constitution of the World Health Organization as adopted by the International Health Conference, New York, 19–22 June 1946; signed on 22 July 1946 by the representatives of 61 States (Official Records of the World Health Organization, no. 2, p. 100) and entered into force on 7 April 1948.) في 2016-07-07. اطلع عليه بتاريخ 2016-07-06.{{استشهاد ويب}}:  صيانة الاستشهاد: ref duplicates default (link), in WHO (2016)
  - WHO (2016). "Women's health". مؤرشف من الأصل في 2020-02-17. اطلع عليه بتاريخ 2017-01-08.
  - WHO (2016). "Sexual and reproductive health". مؤرشف من الأصل في 2020-02-17. اطلع عليه بتاريخ 2017-01-08.
  - WHO (2016). "Health worker roles in providing safe abortion care and post-abortion contraception". مؤرشف من الأصل في 2019-03-29. اطلع عليه بتاريخ 2017-01-08.
  - PMNCH (5 سبتمبر 2014). "UN passes historic resolution on ending child marriage". شراكة صحة الأم والوليد والطفل (PMNCH). منظمة الصحة العالمية الأمم المتحدة. مؤرشف من الأصل في 2019-04-10. اطلع عليه بتاريخ 2016-08-06.{{استشهاد ويب}}:  صيانة الاستشهاد: ref duplicates default (link)
  - Bustreo، Flavia (8 مارس 2015). "Ten top issues for women's health". Promoting health through the life-course. منظمة الصحة العالمية. مؤرشف من الأصل في 2019-10-21. اطلع عليه بتاريخ 2016-08-15.
  - IARC (2016). "International Agency for Research on Cancer". منظمة الصحة العالمية. مؤرشف من الأصل في 2018-11-24. اطلع عليه بتاريخ 2016-09-06.{{استشهاد ويب}}:  صيانة الاستشهاد: ref duplicates default (link)

##### مراكز مكافحة الأمراض واتقائها
- CDC. "Centers for Disease Control". وزارة الصحة والخدمات البشرية الأمريكية. مؤرشف من الأصل في 2020-03-01. اطلع عليه بتاريخ 2016-07-16.
  - CDC (2016). "Morbidity and Mortality Weekly Report (MMWR)". مؤرشف من الأصل في 2020-02-27. اطلع عليه بتاريخ 2016-07-17., in CDC (2016)
  - CDC (2012). "Osteoporosis or Low Bone Mass at the Femur Neck or Lumbar Spine in Older Adults: United States, 2005–2008". مؤرشف من الأصل في 2019-05-07. اطلع عليه بتاريخ 2016-07-18.{{استشهاد ويب}}:  صيانة الاستشهاد: ref duplicates default (link), in CDC (2016), in CDC (2016)